# Historia de la República de las Dos Naciones (1648-1764)
La Historia de la Mancomunidad polaco-lituana (1648-1764) abarca un período de la historia de Polonia y del Gran Ducado de Lituania, desde el momento en que su Estado conjunto se convirtió en el teatro de guerras e grandes invasiones a mediados del siglo XVII hasta justo antes de la elección de Estanislao II Poniatowski, último rey de la Mancomunidad.
A partir del siglo XVII, la «democracia nobiliaria» polaco-lituana experimentó guerras devastadoras, se sumió en el desorden y luego en el caos y como resultado decayó. La otrora poderosa Mancomunidad se había vuelto vulnerable a la guerra interna y la intervención extranjera. En 1648, el levantamiento cosaco de Jmelnitski afectó al sur y el este del vasto Estado polaco-lituano y pronto le siguió una invasión sueca, que sometió las principales tierras polacas. La guerra con los cosacos y el Zarato moscovita dejó Ucrania dividida: la parte oriental, perdida por la Confederación, devino una dependencia del Zarato moscovita. Juan III Sobieski, que libró una larga guerra contra el Imperio otomano, revivió el poderío militar de la Confederación. En un compromiso decisivo, ayudó en 1683 a liberar Viena de un ataque turco.
Sin embargo, le siguió una mayor desintegración. La Confederación, sometida a una guerra casi constante hasta 1720, sufrió pérdidas devastadoras de población y grandes estragos económicos y sociales. La decadencia económica no llegó a superarse en lo que quedaba de existencia de la Confederación. El gobierno se volvió ineficaz debido a grandes conflictos internos (por ejemplo, el que enfrentó a Rokosz de Lubomirski con Juan II Casimiro, o las confederaciones rebeldes), procesos legislativos corruptos (como el uso infame del liberum veto) y la manipulación por parte de intereses extranjeros. La clase noble cayó bajo el control de un puñado de familias poderosas que gozaban de dominios territoriales desde antiguo y la población y las infraestructuras urbanas se arruinaron, junto con la mayoría de las granjas campesinas.
Los reinados de dos reyes de la dinastía sajona de Wettin, Augusto II el Fuerte y Augusto III, trajeron a la Confederación más daño político y poca reforma significativa. La Gran Guerra del Norte, un período visto por los contemporáneos como un eclipse pasajero, puede haber sido el golpe decisivo final que debilitó al Estado polaco-lituano. El Reino de Prusia devino en gran potencia regional y arrebató Silesia a la Monarquía de los Habsburgo. La unión personal entre la Confederación y Sajonia, sin embargo, dio lugar al surgimiento del movimiento de reforma en la Confederación, y a los comienzos de la Ilustración polaca.

## Declive económico y social

### Estragos bélicos, crisis económica y desintegración social
El colapso económico de la Confederación en la segunda mitad del siglo XVII se ha considerado a menudo que era consecuencia de los estragos bélicos causados por las sucesivas guerras que se libraron en su territorio en la primera mitad de la centuria. Sin embargo, hubo otros factores que favorecían la depresión económica, que afectaron por entonces a grandes zonas de Europa y a los que la economía señorial de la Confederación basada en la servidumbre trató de adaptarse. Los cambios que se aplicaron menguaron la efectividad de las prácticas agrícolas, redujeron la productividad y empobrecieron a la población rural. No obstante, la crisis económica de la Confederación fue mayor que la de los países vecinos, algunos de los cuales tenían el mismo tipo de economía rural. Si bien la guerra de 1655-60 fue particularmente devastadora, la Confederación libró guerras continuas desde 1648 hasta 1720.
Las guerras anteriores habían afectado principalmente a la periferia del enorme Estado, pero desde mediados del siglo  XVII, también lo fue el centro de Polonia. Las dos guerras del norte fueron particularmente devastadoras. Varios ejércitos extranjeros atravesaron la Confederación en el curso de la segunda guerra del Norte. El prolongado papel del país como campo de batalla, el acuartelamiento de tropas y ejércitos, combinados con la política de exigir contribuciones y el pillaje durante la Gran Guerra del Norte, deterioraron enormemente la economía del país, que aún no se había recuperado del daño sufrido hacía dos generaciones. La guerra interna y el saqueo por parte de las tropas de la Confederación que no habían recibido sus soldadas también causaron destrozos.
La destrucción y el agotamiento de los recursos afectaron a todos los grupos sociales, a las aldeas, ciudades y burgos, muchos de los cuales casi habían perdido su carácter urbano. La industria y la manufactura sufrieron, así como los ingresos del erario. Las muertes debidas a la guerra y los brotes de enfermedades epidémicas (especialmente durante 1659-63) redujeron la población en un tercio, hasta los seis o siete millones. El grave debilitamiento económico de los campesinos, la población urbana y la szlachta facilitó el mayor control político de la alta nobleza, la única que contaba aún con medio notables medios económicos.
La guerra y los apuros económicos intensificaron los procesos de fragmentación y los conflictos de clase tanto entre las distintas clases sociales como en el seno de cada una de ellas. La xenofobia y la intolerancia se extendieron y los diferentes grupos sociales y territoriales enfatizaron sus estados y tradiciones propios. Los esfuerzos de construcción nacional de los reformadores de la época del Renacimiento se deshicieron.

### Estratificación de la nobleza
La organización de producción agrícola predominante en el siglo XVI, el folwark —los latifundios basados en el trabajo de siervos— de la szlachta, dio paso a mediados del siglo XVII a los latifundios propiedad de la alta nobleza, que formaban enormes redes de fincas. Los latifundios estaban presentes en toda la federación polaco-lituana, pero se desarrollaron más extensamente en los confines orientales de la Corona polaca, por los que se habían extendido antes de la Unión de Lublin. La destrucción bélica afectó menos a las dispersas posesiones de los grandes nobles que a las propiedades de la nobleza media; la consecuencia fue que esta se volvió cada vez más dependiente de aquellos. Así, parte de un latifundio se solía arrendar a nobles menores o a administradores de origen urbano, a menudo judía, que a su vez podían subarrendarla; la pirámide de gestores se basaba en la explotación de los siervos. Anteriormente, los diversos aspectos de la vida comercial de los territorios, incluidos la agricultura, el comercio, la minería y la manufactura, habían sido controlados previamente por la szlachta y así lo disponían las leyes. La situación cambió: el estado feudal más descentralizado y caótico permitía a la alta nobleza hacer de sus tierras una suerte de miniestados en los que ejercía un poder casi absoluto que carecía de sustento legal, pero se basaba en su situación de privilegio efectivo. La autoridad y el poder de estos nobles se plasmaba de distintas formas; una de ellas eran los grupos armados que mantenían a su servicio.
El mayor dominio de la alta nobleza socavó la cohesión de la nobleza media, hasta entonces de gran importancia. La fragmentación de la szlachta favoreció las tendencias centrífugas en el gran Estado. Los grandes nobles crearon redes de clientes de la szlachta y la lealtad a la nación fue reemplazada por la que se basaba en los lazos regionales, ya que las débiles instituciones estatales no ofrecían oportunidades de hacer carrera, ni suficiente protección a la nobleza media.

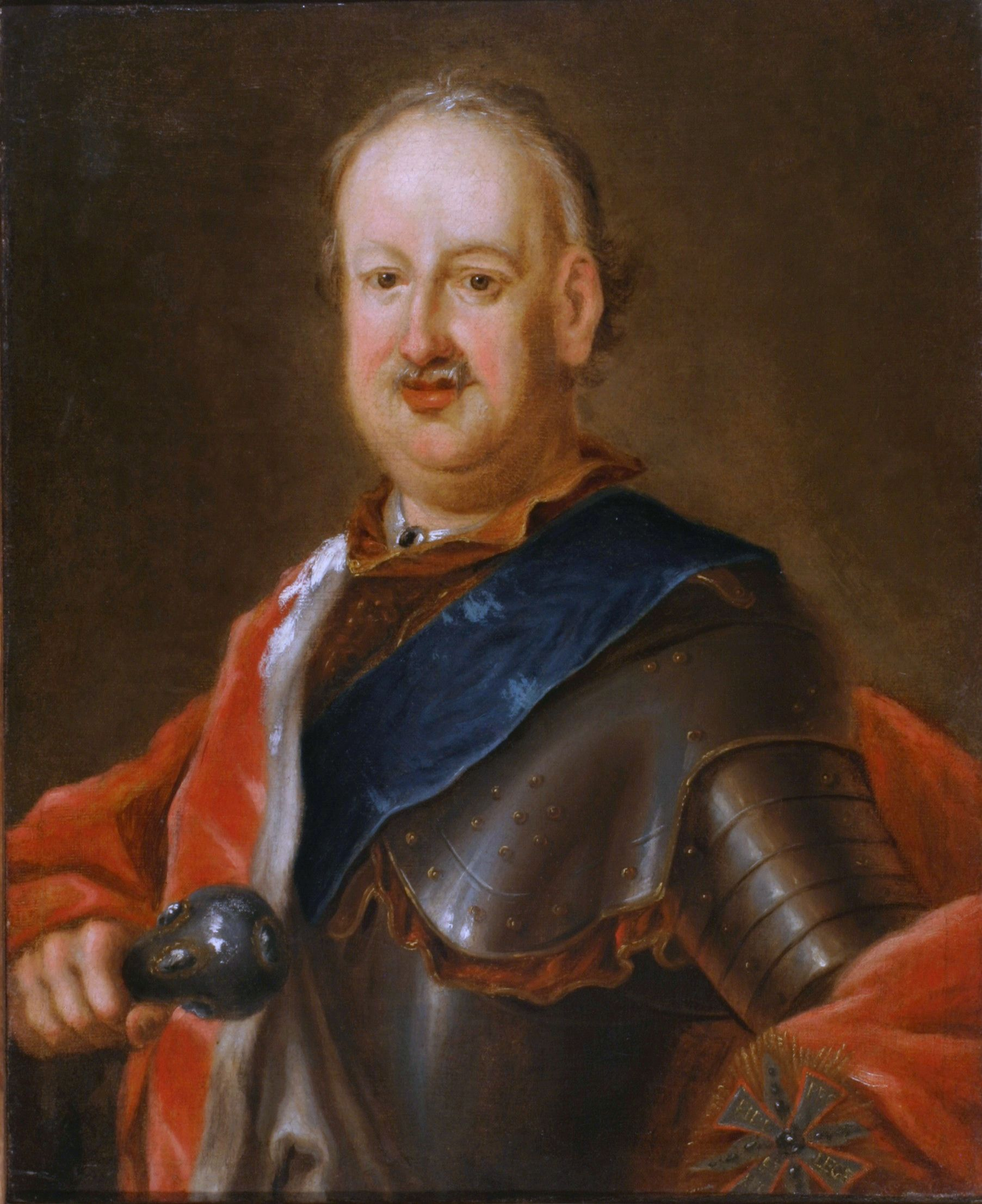
Michał Kazimierz Radziwiłł fue un típico representante de los Radziwiłł, un linaje de la alta nobleza lituana

Se conoce desde hace tiempo el control que la alta nobleza ejercía por entonces sobre la nobleza baja y media; el primer grupo a menudo carecía de propiedades o eran muy reducidas y además tenían escasa educación. La pequeña nobleza resultaba útil como fuente de hombres armados que, reunidos en grandes grupos, podían influir en los actos públicos, como las sesiones de los parlamentos regionales (sejmik o dietinas) o las elecciones, en el sentido que se les indicase. Lo más habitual era que la clientela básica de los grandes nobles la constituyesen la clase más baja de la nobleza, los rentistas (czynszownicy), libres pero sin tierra y pobres, cuyo estado en realidad se parecía al de los campesinos: dependían completamente de un patrón rico. Los brukowcy (la «gente de las aceras») carecía de propiedades y se dedicaba a distintos oficios. La «szlachta doméstica» funcionaba como una especie de servidumbre noble en los hogares de las familias de la alta nobleza. Otro grupo de nobles, el de la szlachta zaściankowa propiamente dicha o zagrodowa —los hacendados—, lo componían los propietarios de la baja nobleza, muy abundantes; solo ellos de entre las capas menos favorecidas disfrutaban de pertenecer a la nobleza y de gozar de privilegios, siquiera simbólicos.
La nobleza media desempeñaba un papel mayor; sus miembros tenía propiedades y una educación mayor que los de la baja nobleza y podían hacer carrera en las cortes de los grandes nobles o asumir cargos públicos obtenidos con la ayuda de sus benefactores en la alta nobleza. Los nobles en cuestión obtenían beneficios de los grandes nobles a los que servían, como arrendamientos de tierras en condiciones ventajosas o protección legal en tiempos en los que litigios abundaban, carecían a menudo de base y podían resultar muy perjudiciales.
La alta nobleza se agrupaba además en clanes o fracciones que compartían intereses regionales o de otro tipo. En el siglo XVII, las facciones solían estar confinadas a una región, como las camarillas lituanas de las familias Pac o Sapieha. En el siglo siguiente, por el contrario, los Czartoryski y los Potocki establecieron alianzas que abarcaban toda la Confederación y que tuvieron gran importancia.
La subordinación a los intereses de la alta nobleza no se produjo sin cierta resistencia, pero los diversos movimientos de la szlachta por detener el proceso carecieron de coordinación. En consecuencia, para la primera mitad del siglo XVIII, la nobleza media había dejado de ser un elemento independiente de la política nacional.
La falta de distinción legal entre los diversos rangos de la nobleza dio a muchos nobles una falsa sensación de igualdad y de contar con oportunidades. La mayoría de la nobleza de origen lituano, ruteno o alemán se había polonizado y convertido al catolicismo. Existía además una nobleza protestante minoritaria en la Prusia Real y en la Gran Polonia. Después del triunfo de la Contrarreforma, los jesuitas y otros educadores católicos perdieron incentivos para proporcionar una educación competitiva de calidad. La mentalidad atrasada y cerrada de las masas de la szlachta se volvió proverbial, y cuando la nación experimentó su mayor declive, estos nobles adoptaron el sarmatismo, la ideología de nación elegida y el desprecio por todo lo extranjero. Se persiguió la disidencia, se extendió la corrupción, que alcanzó su cota máxima, y la moral pública se hundió.
Entre los grandes nobles más cosmopolitas, influenciados por elementos extranjeros de las cortes reales de la Confederación y por las corrientes de Europa occidental, la admiración de los modales y modas extranjeros (a menudo franceses y alemanes) se estaba volviendo cada vez más común. La alta nobleza construyó espléndidos palacios de ladrillo y piedra en las principales ciudades y en sus fincas rurales; las mansiones de madera y el estilo de las relaciones de la szlachta intentaban imitar el entorno y la vida de los ricos, famosos y poderosos.

### Regresión agrícola y campesinado
La profunda crisis agrícola duró desde la década de 1650 hasta la de 1720. En la difícil situación de guerra constante y condiciones económicas adversas, los campesinos estaban siendo cada vez más agobiados con obligaciones excesivas. Sus comunidades sufrieron pérdidas de población y muchas aldeas desaparecieron por completo. Se desplazó a los siervos y se les despojó de sus parcelas para aumentar la extensión del sistema predominante de explotación rural; en otros casos, los deberes señoriales se sustituyeron por alquileres feudales si resultaban más rentables para los propietarios. Esas y muchas otras medidas causaban una explotación extrema y penurias que no sirvieron para aumentar la producción, sino que, por el contrario, agudizaron la crisis al arruinar la actividad agrícola campesina. No todas las regiones sufrieron por igual, ya que la agricultura del norte de Polonia (Gdansk, Pomerania y la Gran Polonia) mantuvo una rentabilidad moderada, mientras que el sur de Polonia (la Pequeña Polonia) experimentó la mayor decadencia rural y, en consecuencia, la mayor disminución en el porcentaje de granjas bajo tenencia hereditaria de familias campesinas.
Aproximadamente el 35 % de las aldeas de la Prusia Real y el 60 % de las de Podolia fueron destruidas por completo durante el levantamiento de Jmelnitski y la invasión sueca.
La tendencia era que cada aldea, o un pequeño grupo de aldeas, posiblemente correspondiente a una parroquia, funcionara como un organismo autónomo, gestionado arbitrariamente por el administrador del señor, con cierta participación del autogobierno local, cuya existencia dependía de su grado de colaboración con el señor del lugar. Las escuelas parroquiales enseñaban sobre todo el catecismo y cierto adoctrinamiento social. La única actividad campesina permitida, a veces incluso requerida debido a compras obligatorias de alimentos básicos como la cerveza de la cervecería del señor, fue la participación en la vida de la taberna del pueblo. Las tabernas ofrecían algo de entretenimiento, funcionaban como centros de la significativa creatividad artística popular y como lugares de contacto ocasional con los forasteros, representantes itinerantes del mundo exterior, fundamentalmente desconocido para los campesinos.
Las condiciones de vida promedio en las aldeas rurales cada vez más empobrecidas eran muy malas y los campesinos explotados recurrían a varias formas de resistencia, en especial a la huida de las tierras de los propietarios particularmente abusivos. Algunas aldeas o áreas acordaban negarse colectivamente a realizar los deberes prescritos, o —rara vez en tierras étnicamente polacas— tomaban las armas y se rebelaban. El levantamiento de Kostka-Napierski tuvo lugar en 1651; hubo rebeliones en la región de Podhale en 1670 y en otras regiones en 1735-38. En Silesia, el campesinado étnicamente polaco se rebeló durante 1722-29 y en 1750 alrededor de Pszczyna, revueltas que sofocó el ejército prusiano. El bandolerismo era otra forma de resistencia campesina y algunos de los jefes bandoleros, especialmente de las regiones montañosas, quedaron inmortalizados en los cuentos populares.
En el ámbito estatal, la resistencia armada campesina descolló en las tierras rutenas orientales de la Confederación, donde se sumó al descontento cosaco.

### Desintegración de pueblos y clases urbanas
La caída de las ciudades y pueblos fue el aspecto más pronunciado de la crisis económica de la Confederación. Las manifestaciones nacientes de las prácticas capitalistas de la era del Renacimiento se debilitaron o desaparecieron, lo que retrasó irreversiblemente los aspectos del desarrollo económico a corto y largo plazo en términos absolutos o en comparación con los vecinos de Polonia, o incluso con Silesia y partes de Pomerania perdido por la corona.
Los campesinos, que tradicionalmente constituían una parte vital de la clientela de los comerciantes de la ciudad, ahora empobrecidos y obligados por sus maestros feudales a limitar sus compras a lo que se producía o vendía dentro de su patrimonio, dejaron de ejercer su papel en el mercado interno. El mercado se confundió aún más por la crisis monetaria, la destrucción de la guerra y el hecho de que algunos de los centros municipales más importantes de Polonia y Lituania se perdieron ante los estados vecinos, ya sea de forma permanente o en momentos de reveses de fortunas militares.
La lenta reconstrucción después de 1720 tuvo lugar de manera desigual, con algunas de las ciudades más grandes, Varsovia y Danzig (Gdansk) entre ellas, quedando las mejores, mientras que otras como Cracovia, reducidas a 10 mil habitantes, permanecieron en declive. La mayoría de las ciudades más pequeñas sufrieron mucho, excepto las del oeste de la Gran Polonia, donde tuvo lugar el notable ascenso de Wschowa.
Los cambios alteraron el carácter étnico de las clases burguesas. La afluencia de campesinos en las ciudades se redujo a un goteo, mientras que la proporción de habitantes judíos aumentó considerablemente. De los 750,000 judíos que vivían en la Confederación a mediados del siglo XVIII (otras fuentes dan alrededor de un millón en la década de 1770), 3/4 residían en ciudades, lo que representa casi la mitad del total de la población urbana. Los judíos eran muy laboriosos, aceptaban incluso ganancias marginales y pronto dominaron la artesanía y el comercio, especialmente en las ciudades más pequeñas. Sus comunidades realizaron extensas operaciones de crédito, sirviendo a los estratos sociales medios y altos polacos. La gente de los pueblos cristianos a veces había intentado sin éxito limitar los derechos comerciales de los judíos.
Algunas ciudades polacas tenían el "privilegio" de no tolerandis Judaeis, lo que significaba que podían excluir a los judíos de la zona bajo la jurisdicción de la ciudad. Muchos judíos a menudo todavía podían permanecer dentro de los límites de la ciudad, mientras que otros vivían en jurydykas, áreas típicamente bajo jurisdicción feudal fuera de las murallas de la ciudad. Los judíos también vivían en shtetls, sus propias pequeñas ciudades rurales, que existían bajo la protección de un señor feudal. Los judíos usualmente funcionaban bajo el sistema judicial judío, sujetos a cortes nobles en caso de conflicto con autoridades municipales u otros cristianos y en casos de apelación. La separación espacial fue solo parcial y en la Mancomunidad no hubo guetos formales. Los residentes judíos de las ciudades participaron en el mantenimiento de la infraestructura pública e hicieron otras contribuciones, incluso a la defensa militar común.
La debilidad del gobierno central impidió que se introdujera una política económica uniforme en todo el estado, incluso cuando se estaban realizando débiles intentos de implementar el mercantilismo y el proteccionismo estatal (que se practicaba ampliamente en Europa). La balanza comercial permaneció negativa la mayor parte del tiempo y el papel de tránsito del país disminuyó. La falta de controles centrales abrió el Confederación a la explotación por parte de economías más avanzadas. La crisis monetaria y la política caótica en esa área, así como la inundación de Polonia por parte de Federico II con una moneda polaca falsa, dieron lugar a devaluaciones masivas y pérdidas económicas. Con la gente del pueblo cada vez más empleada en la agricultura, donde había demanda de mano de obra, los gremios, la artesanía y la manufactura, el pilar de la clase media urbana, se redujeron a una fracción de su capacidad pasada. Sin embargo, el Confederación pudo preservar o reconstruir gran parte de la minería, la metalurgia y las industrias más pesadas, algunas de las cuales eran importantes para aplicaciones militares.
En todo el país, las clases urbanas se habían visto marginadas y carecían de influencia, ya que incluso a fines del siglo XVIII, la población de residentes de la ciudad no constituía más del 15% del total de la Confederación. La mayoría de las ciudades eran privadas, a diferencia de "reales" o públicas, con sus habitantes sujetos a obligaciones arbitrarias impuestas por los propietarios feudales. En la ciudad real de Cracovia del siglo XVIII, el 55% de los terrenos dentro de las murallas de la ciudad pertenecían a la Iglesia, el 17% a intereses de la nobleza y solo el resto a la gente de la ciudad. La degradación de las ciudades fue reconocida como uno de los principales factores que contribuyen al declive nacional por parte de los publicistas szlachta más ilustrados (Garczyński, Fredro, Leszczyński).
Las poblaciones de la ciudad de la Confederación estaban fragmentadas sobre la base del comercio, clase, etnia, afiliación religiosa o tipo de jurisdicción y fueron consumidas por conflictos internos. Los burgueses más emprendedores y exitosos pudieron unirse a las filas de la nobleza, dejando así las ocupaciones urbanas o introduciendo tensiones adicionales dentro de las ciudades. Los pobladores de las ciudades más grandes, incluido Danzig, apoyaron con dedicación y generosidad la causa nacional durante las invasiones extranjeras. La capa superior urbana de la Confederación había perdido su papel anteriormente prominente en la promoción del progreso cultural, pero en Silesia, donde ya no existía la nobleza polaca, los protestantes continuaron con actividades educativas y culturales en el idioma polaco, incluidas obras literarias y publicaciones, en varias ciudades. Hacia mediados del siglo XVIII, los burgueses polacos y alemanes de Danzig, Thorn (Toruń) y otros municipios de la Prusia Real fueron algunos de los pioneros de la Ilustración polaca. El clima típicamente parroquial de ignorancia, atraso y prejuicio en muchos pueblos pequeños encontró su expresión en una serie de juicios de brujas. Se construyeron muchas residencias de magnates y se completaron proyectos de mejora pública en Varsovia durante la primera mitad del siglo XVIII.

### Principios de recuperación
Los primeros cambios que indicaban una próxima recuperación económica tuvieron lugar en el período 1725-50. El progreso agrícola e industrial más claramente visible ocurrió durante las dos décadas siguientes (1750-70) y tuvo que ver con la mejoría del mercado agrícola europeo del momento. Durante el período anterior, se lograron algunos avances técnicos que contribuyeron a mejorar la agricultura y, lo que es más importante, la naturaleza de las relaciones sociales rurales estaba cambiando. Comenzando en la región de Posnania y luego en el oeste de la Gran Polonia y la Prusia Real los requisitos laborales de la servidumbre señorial estaban siendo reemplazados por alquileres de tierras campesinas y propietarios que cobraban una compensación monetaria. Esta transformación de las obligaciones de trabajo forzoso a menudo era favorecida por los propios campesinos, ya que mejoraba su situación financiera y los reconectaba a los mercados de la ciudad.
Las mismas dos regiones y la capital (Varsovia) también experimentaron un moderado despertar en las actividades industriales y las empresas comerciales urbanas. Los hugonotes franceses establecieron una importante empresa comercial en Varsovia en 1723. Varios grandes de la nobleza también crearon empresas manufactureras en diversas regiones. Entre las más importantes se encontraban las dedicadas a la industria del hierro en el sur y el centro de Polonia (la denominada «antigua región industrial polaca»). Estos modestos signos de progreso industrial de la Confederación acontecieron, empero, con un retraso de casi medio siglo en comparación con los avances que se habían verificado en los territorios vecinos del oeste, este (Rusia) y sur.

## Guerras para proteger la integridad territorial, declinación del gobierno

### Levantamiento de Jmelnitski, movimientos campesinos, alianza cosaca con el Zarato moscovita
El levantamiento cosaco comenzó en 1648 y fue dirigido por Bogdán Jmelnitski. Fue un gran movimiento nacional y social, ya que las masas campesinas de Rus cada vez más explotadas se unieron a los cosacos para combatir a sus opresores de la nobleza (szlachta). La polonización, catolicización, apoyo estatal a la Iglesia uniata (especialmente en Ucrania Occidental) a expensas de la religión ortodoxa a menudo perseguida, y la negación al pueblo ucraniano de las oportunidades culturales fueron algunos de los factores que contribuyeron en gran medida a la inquietud. A pesar de la supresión, durante la primera mitad del siglo XVII, los elementos de Rus en la región maduraron, se consolidaron y ganaron fuerza en todos los niveles de la sociedad. En consecuencia, una gran mayoría de la nobleza ucraniana de los palatinados de Kiev y Bratslav y la gente urbana ucraniana también se unieron a la revuelta.
El verano inusualmente seco de 1648 y los ataques de langostas causaron la destrucción de los cultivos y la hambruna en Ucrania, lo que se sumó a la inestabilidad de la región.
Mientras Władysław IV realizaba los preparativos para la expedición turca que había planeado, para cuando el Sejm detuvo el compromiso, se movilizó a un gran número de guerreros cosacos y se puso en estado de preparación militar. La aparición de un destacado caudillo, un escriba en el Ejército de Zaporozhia de cosacos registrados, Bohdán Jmelnitski, fue otro factor decisivo. Jmelnitski, quien sufrió un mal por parte de Daniel Czapliński, un noble polaco, y no pudo obtener una reparación a través de los canales oficiales, se dirigió al Sich de Zaporozhia, donde se agitaba entre los cosacos ya amargados por las represiones de la década de 1630, y ahora también inquietos por la cancelación de la guerra que debían esperar. Jmelnitski hizo que la fuerza cosaca cambiara de lado. Pudo obtener el apoyo del Kanato de Crimea, aprovechando el interés de los tártaros (y sus señores otomanos) en deshabilitar las capacidades militares ofensivas de la Confederación. La alianza cosaco-tártaro, un nuevo factor en la guerra civil regional, resultó militarmente altamente efectiva.
Las desastrosas consecuencias de los erróneos y miopes, durante los reinados de los dos primeros reyes Vasa, las políticas cosacas de la República Polaca de la Nobleza estaban a punto de hacer su impacto, el primero de muchos. En abril y mayo de 1648, en la batalla de Zhovti Vody y la batalla de Korsuń, las fuerzas cosaco-tártaras unidas completamente destruyeron al ejército de la Corona, capturando a los hetmanes de la corona Mikołaj Potocki y Marcin Kalinowski. Miles de cosacos registrados, enviados a combate con las fuerzas polacas, fueron persuadidos por los rebeldes para cambiar de bando. Como resultado de los dramáticos eventos, vastas extensiones del Dniéper Ucraniano se vieron envueltas en la propagación de la agitación social y la separación de la región del reino polaco había comenzado.
Jeremi Wiśniowiecki, magnate de la tierra ucraniana, quien se embarcó en la defensa de su enorme latifundio amenazado y su gente, comenzó a retirarse a fines de mayo de la orilla izquierda de Ucrania. Luchando contra los cosacos con cierta medida de éxito, se enfrentó a la crueldad de los rebeldes, pero no resolvió el conflicto y evitó la posibilidad de una solución considerada negociada. Wiśniowiecki comandó su ejército en la batalla de Starokostiantýniv a fines de julio contra las fuerzas cosacas dirigidas por Maksym Kryvonís; su indeciso resultado permitió a Wiśniowiecki y sus unidades continuar su movimiento hacia el oeste.
La muerte de Władysław IV el 20 de mayo y el interregno discordante empeoraron las cosas. El canciller Jerzy Ossoliński y el palatino Adam Kisiel, un magnate influyente de la población ucraniana, abogaron por hacer las concesiones necesarias para aplacar a los cosacos. Otros magnates, especialmente Wiśniowiecki, Aleksander Koniecpolski y Janusz Radziwiłł, exigieron que se tomaran todas las medidas punitivas radicales necesarias para apagar el trastorno. El sejm estaba igualmente indeciso y los jefes militares recién nombrados eran incompetentes, lo que resultó en una derrota desastrosa en la batalla de Pyliavtsi en septiembre. Esto permitió a Jmelnitski moverse hacia Leópolis y Zamość, mientras que el levantamiento se expandió a Volinia y Bielorrusia.
La situación hizo posible que el propio Jmelnitski influyera en la elección real, durante la cual Juan Casimiro Vasa fue elegido con su apoyo. Juan Casimiro y la facción de la nobleza de la paz hicieron ofertas y entablaron conversaciones infructuosas con Jmelnitski, que se había retirado a Ucrania. En febrero de 1649, en Pereyaslav, el Hetman, seguro de sí mismo, ahora hablando de la liberación total de la "nación de Rus", negoció con Adam Kisiel, pero solo se acordó una suspensión temporal de las hostilidades. Ambos bandos persiguieron armamentos y en primavera se reanudaron las actividades militares.
Las unidades polacas que protegían Volinia bajo Wiśniowiecki pudieron defender su campamento fortificado en Zbárazh en julio y agosto contra los abrumadores ejércitos cosaco y tártaro. Su situación se estaba volviendo cada vez más desesperada cuando las principales fuerzas de la Corona bajo el rey Juan Casimiro se acercaron en un intento de rescate. El rey sorprendió al Hetman en la batalla de Zbóriv, pero Ossoliński salvó al ejército polaco al negociar con éxito con İslâm III Giray, el Kan tártaro, quien estaba preocupado por el creciente poder de los cosacos. Desde que las fuerzas lituanas bajo Janusz Radziwiłł también entraron en la región del Dniéper, Jmelnitski  consintió el cese de las hostilidades en favor de él, los cosacos y las condiciones de la Iglesia ortodoxa negociadas en el Tratado de Zbóriv (el Estado del Cosaco fue oficialmente reconocido por la Mancomunidad).
Un período de paz duró desde agosto de 1649 hasta febrero de 1651, pero la parte polaca se opuso a la implementación de los acuerdos de Zbóriv y se hicieron inevitables nuevos enfrentamientos. Jmelnitski realizó actividades diplomáticas y obtuvo una promesa de protección del Imperio otomano y el gobierno de Moldavia para sí mismo al jurar su lealtad al Sultán en 1650. Los emisarios de Jmelnitski también establecieron contactos con disidentes de la Mancomunidad y campesinos descontentos en varias regiones de la corona polaca y Silesia.
El levantamiento de Kostka-Napierski estalló en junio de 1651 en la región de Podolia. Los rebeldes campesinos, influenciados por Jmelnitski y su levantamiento, se apoderaron del castillo Czorsztyn, desde donde su jefe Napierski emitió universales pidiendo a los campesinos que se liberaran del yugo de su señor. La insurgencia atrajo a escasos seguidores y pronto fue reprimida y sus cabecillas ejecutados. También hubo algunos otros centros de revuelta campesina, incluido uno organizado por Piotr Grzybowski en la Gran Polonia.
En febrero de 1651, el atamán Kalinowski avanzó contra los cosacos, pero sufrió grandes pérdidas y se retiró a Kamianets-Podilski; en mayo luchó por llegar a Sokal, donde se unió al grueso del ejército de la Corona. En junio, tanto el ejército regular y la Pospolite ruszenie de la szlachta fueron decisivos contra las fuerzas tártaro-cosacos. En la batalla de Berestechko, el rey Juan Casimiro pudo imponer al enemigo el sitio para la confrontación que eligió y en la lucha pesada destruyó al ejército cosaco, mientras que los tártaros que huían se llevaron a Jmelnitski con ellos. Sin embargo, la mayoría de los soldados cosacos se salvaron gracias a la intervención uno de sus principales jefes, Iván Bogun.

Berestechko, "uno de los mayores logros del ejército polaco", eliminó la amenaza a la Confederación presente desde 1648, pero no dio ninguna resolución al conflicto ucraniano. Los luchadores nobles pronto se fueron. Jmelnitski se reagrupó y con los refuerzos tártaros reanudó su hostigamiento militar. Como la Corona y los ejércitos lituanos no pudieron seguir la victoria de Berestechko en la inconclusa batalla de Bila Tserkva, las dos partes firmaron el Tratado de Bila Tserkva, que redujo las ganancias del Tratado de Zbóriv para los cosacos.
Con el apoyo del sultán, Jmelnitski intentó subyugar Moldavia exigiendo un matrimonio de su hijo Tymofiy con Ruxandra, hija de Vasile Lupu, el príncipe moldavo pariente de la familia Radziwiłł. Después de la negativa de Vasile, el Hetman envió a Moldavia un fuerte ejército cosaco-tártaro. Esta fuerza fue confrontada en mayo de 1652 por Kalinowski y sus más de diez mil hombres del ejército de la Corona. En la desastrosa batalla de Batoh, la mayoría de ellos, incluido Kalinowski, fueron asesinados.
El matrimonio se llevó a cabo, pero los boyardos de Moldavia conspiraron contra el hospodar. Tymofiy, defendiendo a su suegro, murió en el asedio polaco-transilvano de Suceava. Las principales fuerzas polacas dirigidas por Juan Casimiro quedaron atrapadas en un campamento cerca de Zhvanets. Juan Casimiro volvió a negociar con el Kan İslâm Giray y en diciembre de 1653 aceptó en el Tratado de Zhvanets las condiciones del antiguo Tratado de Zbóriv.
Los tártaros, preocupados por la preservación del equilibrio de poder regional, sobre todo pueden haber salvado la Confederación, al decidir no apoyar a los cosacos en momentos cruciales. Mientras que por el momento cosecharon los beneficios de su posición y sus acciones (el Rey acordó no resistirse a las próximas incursiones de tártaros en Polonia), para los polacos, la victoria de Berestechko se había perdido para esa época.
Los combatientes de la Confederación y los cosacos no pudieron llegar a una solución militar, las alianzas de Crimea y Otomanas no fueron confiables para Bohdán Jmelnitski, y Ucrania fue devastada por cinco años de guerra. La esclavitud de los ucranianos por parte de los "aliados" tártaros, las plagas y los períodos de hambruna complementaron la destrucción y la despoblación que alcanzó el 40% en algunas regiones del país. Las pérdidas causaron daños a la cohesión del ejército cosaco y llevaron a una mayor orientación y dependencia pro-Moscú. El hetman cosaco recurrió a sus conceptos previos de aumentar la cooperación con Rusia (las conversaciones con el Zarato ya tuvieron lugar en 1651, pero el acuerdo no se consumó en ese momento debido a la derrota de Berestechko), el país de tradición histórica común más lejana, pero cercana por sus lazos culturales eslavos, lingüística y religiosamente con Ucrania. Los jefes cosacos esperaban, por un lado, la ayuda de Rusia para eliminar lo que quedaba del gobierno de la nobleza de la Confederación en Ucrania, y la amplia autonomía para el estado cosaco en el otro. Las inversiones polacas en la región convencieron al zar Alejo de abandonar su política de no participación y actuar contra la Confederación.
Una misión rusa llegó a Pereyáslav en enero de 1654 y el consejo cosaco que deliberaba allí aceptó (no sin grandes recelos e inútiles intentos de negociar concesiones) la supremacía del zar. A los cosacos se les ofreció un puesto de hetman electo, un registro de sesenta mil y posesión de fincas. Jmelnitski y todo su ejército de Zaporozhia se comprometieron a ser fieles seguidores del gobernante ruso y Ucrania fue tomada bajo la protección del Zarato moscovita. Ucranianos de todas las filas se reunieron, o se vieron obligados a reunirse en Kiev y otros pueblos para jurar lealtad; parte de los dirigentes del clero secular y ortodoxo se opusieron o rechazaron. El acuerdo actual se finalizó en abril en Moscú, donde los emisarios cosacos lograron convencer al Zarato de que aceptara la mayoría de las demandas cosacas (se especificó el grado de autonomía ucraniana) y obtuvieron la promesa de la intervención rusa en la Mancomunidad.
El hetman cosaco y sus asesores significaron una alianza militar para facilitar la lucha común contra Polonia, incluso al precio de perder parte de la soberanía adquirida en los últimos años; al Zarato moscovita se le abrió una nueva vía para la expansión imperial. El Tratado de Pereyáslav, un acto de "unificación de Ucrania con Rusia", fue desde el punto de vista de la Confederación un ejemplo de rebelión combinada con la intromisión extranjera. Condujo a una nueva guerra ruso-polaca que duró desde 1654 hasta 1667. Fuerzas poderosas de los rusos entraron en la Confederación y el conflicto con los cosacos se convirtió en una guerra con el Zarato.
Los planes rusos incluían no solo la incorporación de Ucrania, sino también la recuperación de las tierras perdidas por Rusia más al norte. El Imperio otomano y el Kanato de Crimea, preocupados por la nueva configuración, ahora estaban inclinados a apoyar a la Confederación. Con los tártaros, las unidades polacas emprendieron un ataque destructivo en Ucrania y lucharon a principios de 1655 en la victoriosa batalla de Ojmátiv contra las fuerzas combinadas rusas y ucranianas. Más tarde ese año, Jmelnitski contraatacó, tomó Lublin y llegó al Vístula, pero se vio obligado a reconocer de nuevo la supremacía de Juan Casimiro cuando sus esfuerzos fueron frustrados por los tártaros. Hasta su muerte en 1657, el caudillo cosaco, a pesar del tratado de Pereyaslav, llevó a cabo una política independiente, con la intención de aprovechar las calamidades que habían caído sobre la Mancomunidad, pero también consideró una mejora de la relación con el gran poder que sacudió («herido de muerte», según el historiador Timothy Snyder).
En el Gran Ducado de Lituania, la primera fase de la guerra con el Zarato terminó con una derrota total de la Confederación. En la batalla de Shklow (1654) y la batalla de Shepelévichy, los rusos destruyeron la pequeña fuerza lituana bajo el mando de Janusz Radziwiłł. El país se abrió a los conquistadores. Las ciudades bielorrusas se rindieron una tras otra y, en 1654, Smolensk cayó después de un sitio de tres meses. Al año siguiente, los rusos tomaron Minsk, Grodno y Vilna. Con los desastres de guerra suecos simultáneos, la Confederación tuvo que acceder en 1656 al acuerdo de Tregua de Vilna.
El fracaso de la Confederación para reprimir a los cosacos llevó a un cambio en el equilibrio regional de poder (el Levantamiento de Jmelnitski marca el punto de inflexión) y dio lugar a la expansión occidental del Imperio ruso, que finalmente resultó en la pérdida de existencia independiente.

### Defensa y política exterior en tiempos de crisis
El Levantamiento de Jmelnitski fue el comienzo de un largo período de crisis interna en la Comunidad de Polonia y Lituania. La situación externa también se deterioró, debido al aumento de la fuerza de Suecia, Zarato moscovita, Prusia y el Imperio otomano. Al verse obligada a luchar simultáneamente en los frentes báltico y ucraniano, la Confederación incurrió en pérdidas territoriales significativas, aunque por el momento su existencia no estaba amenazada de manera realista. La Confederación fue considerada por los principales estados europeos, incluida la Francia de Luis XIV, como potencia regional y socio valioso, componente necesario del equilibrio de poder europeo. Esta percepción se vio reforzada por las victorias militares, especialmente bajo el atamán y luego rey Juan III Sobieski.
En el estado y la tesorería descentralizados, el potencial militar se vio obstaculizado por el ineficiente aparato fiscal y la tributación insuficiente. La Confederación en la segunda mitad del siglo XVII desarrolló un enorme endeudamiento con respecto a sus propias fuerzas armadas. Las confederaciones o rebeliones militares, a través de las cuales el ejército "cobraba" su propio sueldo típicamente de los estados reales y eclesiásticos, se estaban volviendo cada vez más comunes. Sobieski no pudo hacer un seguimiento de su victoria de Jotín en parte porque los impagos lituanos y las tropas de la Corona se fueron. La Confederación pudo desplegar un ejército de 60,000 (más el Pospolite ruszenie poco confiable) como máximo, en momentos en que la Monarquía de los Habsburgo o el Zarato moscovita fueron capaces de un esfuerzo el doble de ese tamaño. Después de las guerras cosaco-tártaro y, en menor medida, después de 1655, las fuerzas armadas tuvieron que ser reconstruidas casi por completo.
Las fuerzas de la Confederación tenían una proporción mucho mayor (50%) que en otros ejércitos europeos, dominados por la infantería, de caballería, que no tenía rival en la calidad de Europa. La infantería también era de alto valor en el campo de batalla. La artillería estaba bien desarrollada y era efectiva, con casi dos mil piezas presentes en todo el país. La mayoría y la proporción creciente de soldados ahora era de origen nativo, más bien extranjero, con una participación decreciente de la szlachta, quienes, sin embargo, monopolizaron el comando y dominio del cuerpo de oficiales. Los rangos más altos pertenecían a magnates ricos, con la notable excepción de Stefan Czarniecki, un noble de orígenes más humildes. Zarinecki introdujo la guerra de guerrillas con fuerte participación de las masas campesinas. Después, los últimos éxitos en el campo de batalla polaco fueron posibles gracias al talento militar universal de Jan Sobieski.
La única debilidad y atraso de las defensas del Confederación fue la falta de un sistema significativo de fortificaciones modernas en la mayor parte de su territorio, lo que permitió a los ejércitos invasores infligir daños desproporcionados al esfuerzo militar. Las excepciones fueron la boca de la región de Vístula y el sureste, donde había fortalezas poderosas, aunque descuidadas, como el castillo de Kamianets-Podilski.
Las dificultades fiscales afectaron también a la diplomacia y política exterior del Confederación. Juan III mantuvo diplomáticos residentes en varias capitales importantes, pero el Sejm impuso límites a lo que podían emprender. El Sejm también prohibió las representaciones extranjeras residentes de largo plazo en Varsovia, una prohibición ignorada por el papado y numerosos gobiernos. El propio Sejm había enviado con frecuencia sus propias misiones al extranjero. Los magnates, incluidos los altos funcionarios estatales, especialmente los hetmans, realizaron sus propias actividades en el extranjero y, a veces, sirvieron a potencias extranjeras para su beneficio privado. Cuando el francés dominaba la diplomacia europea, en Polonia el idioma oficial seguía siendo el latín. El tratado de la liga sagrada de 1684, que ignoró las recientes contribuciones militares polacas y los intereses polacos por igual, fue solo un ejemplo de la falta de efectividad de la diplomacia de la Confederación.

### Invasión sueca, empoderamiento de Prusia Oriental
La invasión sueca de la Confederación, conocida como el Diluvio, tuvo lugar en el marco de la segunda guerra nórdica. En 1655, la supervivencia de la Confederación se había puesto en peligro, cuando la enorme federación, ya debilitada por la ofensiva de los rusos, que ocupaban la mayor parte del Gran Ducado de Lituania, y por los cosacos de Jmelnitski que se aferraban a las tierras que habían dominado en Ucrania, fue sometida a un gran ataque por parte de Suecia. Los dirigentes suecos, envalentonados por las ganancias de la Paz de Westfalia, incluida la parte occidental del Ducado de Pomerania, decidieronaprovechar las graves dificultades de Polonia con la esperanza de apoderarse fácilmente de al menos Curlandia y Prusia, y de establecer con ello su dominio total sobre la zona del mar Báltico.
Preocupados por la fuerza rusa y los avances en la región del Báltico Oriental y hacia Livonia, los suecos bloquearon su avance al tomar Dunaburgo. El rey Carlos X Gustavo de Suecia también fue alentado por la oposición del magnate polaco descontento con el gobierno de Juan Casimiro Hieronim Radziejowski, expulsado de la Mancomunidad por el Sejm, que fue el representante de los magnates en Estocolmo. La nobleza de la Confederación esperaba que la protección del monarca sueco, o incluso la aceptación de su gobierno, le ayudaría a recuperar las tierras orientales perdidas en la guerra de los últimos años.
Los ejércitos suecos entraron en la Confederación desde Pomerania y Livonia; el ejército de Pomerania cruzó la frontera al mando de Arvid Wittenberg el 25 de julio. En la batalla de Ujście, la pospolite ruszenie de la Gran Polonia luchó brevemente, pero pronto capituló y buscó la protección de Carlos Gustavo para su provincia. El ejército de Magnus de la Gardie penetró en Lituania con promesas de ayuda para resistir a los rusos. Janusz y Bogusław Radziwiłł aceptaron la autoridad del rey sueco y el 20 de octubre firmaron la Unión de Kėdainiai, tratado según el cual Lituania debía formar una unión con Suecia que sustituiría a la vigente con Polonia.
Otras provincias de la Corona polaca en ese momento también se habían rendido al rey de Suecia. Varsovia no resistió a los invasores y fue saqueada a fondo. Juan Casimiro luchó, pero fue derrotado en la batalla de Żarnów y buscó refugio primero en el distrito de Żywiec y luego en Oberglogau en el Ducado de Oppeln (Opole) en Silesia, fuera del país. Esteban Czarniecki defendió denodadamente Cracovia durante tres semanas, pero tuvo que capitular cuando el socorro que esperaba fue aplastado por los suecos en la batalla de Wojnicz. El grueso de la nobleza polaca y las fuerzas armadas juraron lealtad a Carlos Gustavo.
Los suecos no aprovecharon el apoyo nativo y trataron a la Confederación como un país conquistado, sometiéndolo a violencia generalizada, contribuciones excesivas, crueldad y pillaje. La resistencia popular espontánea surgió primero entre los campesinos y comenzó con una escaramuza que se disputó cerca de Myślenice. Las partidas incluían gente del pueblo y nobles desilusionados con Carlos Gustavo que cambiaron de bando y tomaron la iniciativa de los combates. Krzysztof Żegocki acaudilló el levantamiento en la Gran Polonia. Las unidades de la región de las colinas de los Cárpatos liberaron Nowy Sącz y muchas otras ciudades. Elópolis y Zamość resistieron tanto a los cosacos como a los suecos, al igual que Danzig (Gdansk) y Mariemburgo, que resistieron a las fuerzas de Carlos Gustavo. Algunas de las fuerzas lituanas, al mando de Paweł Jan Sapieha, se habían mantenido fieles a Juan Casimiro. Lucharon en Podlaskie contra los Radziwiłłs y tomaron Tykocin. El propio Juan Casimiro, todavía en Silesia, emitió un llamamiento universal a la resistencia nacional contra los suecos, y luego, el 18 de diciembre, emprendió la vuelta a Polonia. El aliado restante de la Confederación, el kan Mehmed IV Giray, que acababa de derrotar a Jmelnitski, le ofreció ayuda y apoyo.
El monasterio de Jasna Góra de los padres paulinos de Częstochowa estuvo sitiado durante varias semanas a fines de 1655. El éxito de la defensa del monasterio fue de gran importancia psicológica y espiritual para los polacos. La defensa de Jasna Góra, un gran santuario y fortaleza con una guarnición de unos cientos de voluntarios, la acaudilló el prior Augustyn Kordecki. Antes de fin de año, cuando los socorros campesinos se aproximaban, las fuerzas suecas se vieron obligadas a abandonar el sitio. Los polacos en esta etapa de la guerra se estaban volviendo cada vez más efectivos militarmente. Utilizaron el ataque contra el santuario nacional como símbolo de unión, que añadió a su lucha una dimensión religiosa, de defensa del catolicismo y oposición al protestantismo.
El 29 de diciembre, los atamanes de la Corona retiraron su apoyo a Carlos Gustavo y establecieron la confederación militar de Tyszowce con el objetivo de oponerse a los invasores suecos. En enero de 1656, Juan Casimiro regresó del extranjero y, impresionado por las contribuciones al esfuerzo bélico del pueblo llano de Polonia, declaró solemnemente en Leópolis su apoyo a liberar al campesinado de los servicios injustos a los que estaban sometidos.
Carlos Gustavo se concentró en completar la toma de Prusia. Thorn se rindió sin pelear y Mariemburgo, después de resistir el asedio. Danzig, apoyada por los Países Bajos, permaneció inexpugnable. El rey sueco obtuvo concesiones de Federico Guillermo I, el elector de Brandeburgo, duque de Prusia y vasallo de la Comunidad (en tanto que señor de Prusia), que a cambio de Varmia estuvo de acuerdo en Königsberg en hacerse vasallo de Suecia. Carlos Gustavo se dirigió al sur con la intención de desbaratar la oposición militar polaca.
Los polacos todavía estaban en desventaja frente al ejército sueco en campo abierto, y las fuerzas de Czarniecki fueron derrotadas en la batalla de Gołąb en febrero de 1656. Posteriormente, el comandante polaco aplicó provechosamente tácticas guerrilleras, hostigando al enemigo y evitando enfrentamientos con el ejército principal. Carlos Gustavo pronto se vio obligado a abandonar el sitio de Zamość y el ataque planeado a Leópolis. Su intento de mantener alejado al enemigo a lo largo de la línea del río San no tuvo éxito, ya que sus fuerzas fueron atrapadas por Czarniecki, Jerzy Lubomirski y Sapieha en la confluencia del San con la Vístula. Cuando Czarniecki dejó el sitio para enfrentar y aplastar en Warka al destacamento de socorro que mandaba el margrave Friedrich de Baden, Carlos Gustavo pudo escapar del brete, pero el gran levantamiento polaco tomó la iniciativa y rompió las defensas suecas. La mayor parte de la Pequeña Polonia fue liberada, excepto Cracovia, y la Gran Polonia también lo fue después de la incursión de Czarniecki y Lubomirski. A fines de junio, Varsovia, defendida por Wittenberg, fue asaltada y retomada por las fuerzas populares.
El rey sueco le ofreció a Federico Guillermo la Gran Polonia a cambio de su colaboración. Los ejércitos combinados de los dos monarcas se acercaron a Varsovia y disputaron a fines de julio una dura batalla de tres días contra las tropas polacas y lituanas ayudadas por los tártaros, en la que venció finalmente la coalición sueco-brandeburguesa. Sin embargo, Federico Guillermo pronto tuvo que retirarse después de que su ducado fuese atacado por fuerzas polacas y tártaras. El atamán Gosiewski logró derrotar al enemigo combinado en la batalla de Prostki, mientras que Czarniecki realizó otras actividades de limpieza en la Gran Polonia, seguidas de una incursión de venganza en la Marca de Brandeburgo y Pomerania.
El equilibrio internacional de poder también se estaba desplazando a favor de la Confederación debido al acuerdo con Rusia en otoño de 1656, motivado en parte por el interés estratégico del Zarato en evitar el hundimiento del Estado polaco-lituano y la expansión incontrolada de Suecia. Sin renunciar a sus propios reclamos y ganancias en el este, Rusia acometió a las fuerzas suecas en Livonia, lo que también facilitó su expulsión de Lituania. Esta nueva situación obligó a Carlos Gustavo a alterar sus planes de conquistar toda Polonia y proponer un esquema de partición territorial, según el cual se eliminaría por completo la comunidad polaco-lituana y él podría mantener al menos algunos de los objetivos de Suecia.
Primero en el Tratado de Labiau, el rey sueco otorgó derechos soberanos en Prusia y posesión de la Gran Polonia a Federico Guillermo. En diciembre de 1656 se concluyó un tratado de partición que involucraba a varios monarcas y otras partes en Radnot, Transilvania.
Uno de los firmantes del tratado fue Jorge Rákóczi II, príncipe de Transilvania, cuyas tropas penetraron en la Confederación a principios de 1657 saqueando a su paso, para cooperar con los suecos hasta el norte de Varsovia y Brest. La ofensiva inicialmente exitosa de Rákóczi tuvo al final consecuencias favorables para Polonia, ya que condujo a una nueva configuración de intereses internacionales que impidió la aplicación del Tratado de Radnot.
Austria, aliada de la Confederación aunque hasta entonces bastante indiferente, se preocupó por el surgimiento de una Transilvania más fuerte que amenazara sus posesiones húngaras, lo que le hizo firmar un acuerdo de auxilio militar con los representantes de la Confederación en Viena, y emprender una iniciativa diplomática destinada a separar a Suecia de Brandeburgo. Las fuerzas de Lubomirski talaron Transilvania y los transilvanos de Rákóczi en retirada fueron vencidos por los polacos y tártaros en Czarny Ostrów, en Podolia. Las fuerzas polacas y austriacas combinadas habían retomado Cracovia. Dinamarca se unió a la guerra contra Suecia y se coligó con la Confederación.
Los intermediarios austriacos facilitaron las cruciales negociaciones entre Federico Guillermo de Brandeburgo-Prusia y la Confederación, que en el otoño de 1657 dieron lugar a los Tratados de Wehlau-Bromberg. Los tratados fortalecieron considerablemente a Prusia, ya que Federico Guillermo, a cambio de aceptar abandonar a Carlos Gustavo, se convirtió en señor soberano de la Prusia Ducal, lo que puso fin a la dependencia histórica de Prusia Oriental de la Confederación. Federico Guillermo también obtuvo otros privilegios y concesiones, como los feudos de Lauemburgo y Bytów. Las Cortes prusianas quedaron obligadas a hacer pleito homenaje con el advenimiento de cada nuevo duque, y una alianza eterna requirió que los duques prusianos proporcionaran cierto auxilio a la Confederación en caso de guerra.
Continuaron los esfuerzos para eliminar las guarniciones suecas de las ciudades de la Prusia Real y Livonia. En 1658 Thorn (Toruń) capituló después de un largo asedio, pero los suecos mantuvieron Mariemburgo y Elbing (Elbląg) hasta el final de la guerra. Carlos Gustavo trasladó el grueso de su ejército a Dinamarca. En 1658 se llevó a cabo una expedición conjunta polaco-brandeburgo-austriaca en la Pomerania sueca y luego Dinamarca. Las unidades polacas bajo Stefan Czarniecki se distinguieron durante la toma de la isla de Alsen y de la fortaleza de Kolding, y en 1659 en la batalla de Nyborg, donde los suecos sufrieron una derrota contundente.
A Francia le preocupaba que Suecia fuera expulsada del Sacro Imperio Romano por las negociaciones de paz que habían comenzado en Oliva, cerca de Danzig, a principios de 1660. El Tratado de Oliva se firmó en mayo, después de la muerte de Carlos Gustavo. La parte polaca necesitaba conservar fuerzas para la lucha con Rusia, por lo que finalmente se mantuvieron en general las antiguas fronteras; la Confederación conservó Curlandia y el sureste de Livonia, incluido Dunaburgo. Los protestantes de la Prusia Real obtuvieron garantías de libertad de culto; Federico Guillermo tuvo que devolver sus conquistas en la Pomerania sueca a Suecia. Juan II Casimiro renunció a sus reclamos al trono sueco. El Tratado de Oliva lo rubricaron la Confederación, Brandeburgo y Suecia y lo garantizó Luis XIV de Francia.
La toma de poder soberana de Federico Guillermo se encontró con resistencia en el Ducado de Prusia. Una fracción de la nobleza bajo la dirección de Christian Ludwig von Kalckstein y los burgueses de Königsberg liderados por Hieronymus Roth preparó una insurrección armada. La oposición formó una liga en 1662 y pidió ayuda a la Confederación. Esta, enfrascada en la guerra con Rusia y los motines en el ejército, no la brindó. Las fuerzas de Federico Guillermo entraron en Königsberg y encarcelaron a los cabecillas de la rebelión. Von Kalckstein huyó a Polonia, pero en 1670 fue capturado por un representante del señor prusiano, llevado al Ducado y ejecutado.
Entre los efectos nocivos a largo plazo del Diluvio se contaron el aumento de las actitudes xenófobas y e intolerantes en Polonia. Las minorías religiosas, acusadas de apoyar a enemigos extranjeros, fueron perseguidas y presionadas para emigrar: los «hermanos polacos» fueron expulsados del país. El poder de la Confederación en el ámbito internacional disminuyó mucho, especialmente en la importante región del mar Báltico, debido a la pérdida de control sobre la mayor parte de Livonia y Prusia Oriental.

### Tratado de Hadiach, guerra con Rusia, tregua de Andrusovo y división de Ucrania
Los magnates polaco-lituanos estaban preocupados por el tema de la recuperación de sus antiguas tierras feudales en el este, perdidas ante los cosacos y Rusia. Hubo un intento más y más significativo, aunque tardío y frustrado, de resolver el conflicto cosaco de manera amistosa, al incluir a Ucrania como socio en la federación del Confederación.
Después de la muerte de Jmelnitski, Iván Vihovski fue elegido Hetman. Vihovski representó a los estratos superiores cosacos y buscó la independencia de Rusia a través de una alianza con Carlos Gustavo y luego con la Confederación, donde algunos de los líderes entendieron y quisieron enmendar la errónea de las políticas pasadas. Un tratado apropiado fue preparado por Yuri Nemyrych, Arian y el chambelán de Kiev, que representaban a Vyhovsky, y del lado de Juan Casimiro, Stanisław Kazimierz Bieniewski, Voivoda de Chernígov, entre otros. El Tratado de Hadiach fue firmado el 16 de septiembre de 1658.
Las disposiciones del tratado, y de la unión propuesta, incluían la creación del Ducado de Rutenia, que, como el Gran Ducado de Lituania, tendría sus propias oficinas estatales y participaría en el Sejm del Confederación. La Iglesia ortodoxa debía recibir los mismos derechos que la Iglesia católica, con los obispos ortodoxos en el Senado. El estado de nobleza debía otorgarse a muchos cosacos más acomodados ("... tan medido, sin embargo, que de cada regimiento cien pueden recibir nobleza"). Pero el registro de cosacos estaba limitado a treinta mil y con el retorno permitido de los polacos Szlachta a sus posesiones de preguerra, muchos de los rebeldes cosacos ordinarios se habrían reducido a la condición de campesinos feudales de nuevo. El tratado fue ratificado a regañadientes por el Sejm en mayo de 1659, sin embargo, con los beneficios cosacos negociados sustancialmente reducidos, que contribuyeron a la eventual desaparición del pacto, un rechazo por parte de la asamblea de cosacos, cada vez más influenciada por Moscú, en septiembre. Para el rango y archivo de cosacos, lo que Vyhovsky había negociado ofrecía muy poco y llegó demasiado tarde. El factor crucial que condenó el tratado de Hadiach fue que la considerable nobleza rutena regular (No magnates), que constituirían la principal élite ucraniana con un gran interés en el establecimiento del Ducado de Rutenia, después de diez años de guerra fueron eliminados físicamente casi en su totalidad.
El Tratado de Hadiach se convirtió también en un factor importante que condujo a la reanudación de la guerra de la Confederación con el Zarato, que consideraba el acuerdo como una violación de la tregua previamente acordada. El ejército ruso que se aproximaba fue derrotado en Konotop en julio de 1659 por Vihovski con la ayuda de los polacos y tártaros. Durante los disturbios entre las masas cosacas que siguieron, Jerzy Niemirycz fue asesinado. Pero la presión de Moscú continuó y, en el otoño, Iván Vihovski se vio obligado a renunciar a su título y fue reemplazado por Yuri Jmelnitski, el hijo de Bogdán Jmelnitski, en un intento por preservar la unidad de Ucrania (en la orilla izquierda los regimientos cosacos ya se habían unido a la parte rusa, concluyeron un nuevo acuerdo de Pereyaslav con Rusia el 27 de octubre los artículos redujeron sustancialmente la autonomía ucraniana y la autoridad del hetman). El patriarca de Kiev se convirtió en un subordinado del patriarca de Moscú. Sin embargo, la progresiva incorporación de Rusia a toda Ucrania fue impedida por los desarrollos militares que siguieron.
Los ejércitos rusos avanzaron en 1660. La Confederación reunió todos sus recursos militares en Lituania, Esteban Czarniecki y Paweł Jan Sapieha derrotaron a Iván Jovanski en la batalla de Polonka. Los rusos tuvieron que abandonar el sitio de Lachowicze (Lyakhavichy) y retirarse más allá del río Berezina. Vilna fue recuperada por los polacos el año siguiente. De gran importancia fue la victoria de Jerzy Lubomirski y Stanisław Potocki sobre Vasily Sheremetev en la batalla de Chudniv en octubre de 1660. Yurii Jmelnitski, también derrotado, aceptó someterse a Juan Casimiro y aprobó una versión más débil (para los cosacos) del Tratado de Hadiach.
La defensa de la Confederación y la recuperación de la mayor parte del Gran Ducado de Lituania, aunque tuvo éxito, no había resultado en la recuperación de todas las tierras perdidas en la década de 1650. Smolensk quedó en manos rusas y Ucrania se dividió, con la orilla derecha (occidental) del río Dnieper (bajo Yurii Jmelnitski) vinculada a la Confederación, y la orilla izquierda con Rusia bajo los términos de los tratados de Pereyaslav. Con el centro de Zaporozhia también llevando a cabo su propia política, toda la división de Ucrania dio lugar a una situación altamente volátil y una guerra interna, conocida en la historia de Ucrania como la Ruina. En enero de 1663 en Chiguirín el propolaco Pavlo Teteria fue elegido atamán, pero su autoridad no fue reconocida en la margen izquierda de Ucrania, donde en junio se eligió a Iván Briujovetski con el apoyo de Rusia.
Juan Casimiro hizo un intento más para revertir las pérdidas y recuperar toda Ucrania atacando al Zarato en 1663 y 1664. Mientras algunas de sus unidades delanteras se acercaban a Moscú, lucharon contra el pueblo ruso y el clima se hizo sentir, lo que se combinó con las dificultades internas, esto hizo inevitable la retirada. Los fracasos de la Confederación alentaron sentimientos antipolacos de la Ucrania occidental. Los levantamientos populares allí fueron sofocados con gran esfuerzo; el hetman Czarniecki murió en los combates en 1665. La nobleza de la Confederación intentó regresar a sus posesiones ucranianas y la guerra causó una destrucción generalizada en Ucrania. En 1665, como la corona estaba retirando sus fuerzas de la Ucrania de la Margen Derecha, la orientación propolaca entre los cosacos disminuyó considerablemente y Teteria perdió el poder.
Durante la guerra polaco-cosaco-tártara (1666-71), el 19 de diciembre de 1666, el nuevo hetman Petro Doroshenko de la orilla derecha renovó la alianza cosaco-tártara y eliminó cerca de Vínnitsa las fuerzas polacas estacionadas en la región, terminando en realidad el Gobierno militar polaco sobre Ucrania. En los años siguientes, Doroshenko lideró a los combatientes cosacos y participó en maniobras políticas que involucraban a la Confederación, a Rusia y al Imperio otomano en vano por el sueño de Jmelnitski de construir un estado ucraniano fuerte.
Bajo la presión de los disturbios de Ucrania y la amenaza de una turca intervención-Tatara, la Comunidad y Rusia firmaron en 1667 un acuerdo en el pueblo de Andrusovo cerca de Smolensk, según la cual el este de Ucrania ahora pertenecía a Rusia (con un alto grado de autonomía local y un ejército interno). Las disposiciones de la tregua eran favorables para el Zarato, que, a través de las ganancias territoriales aseguradas, detuvo la expansión del este de Polonia y facilitó su propio futuro movimiento hacia el oeste. Las regiones de Smolensk, Chernígov y Novhorod-Siverskyi se perdieron ahora para Polonia, además de la orilla izquierda de Ucrania con Kiev y la Sich de Zaporozhia (la última entidad por un tiempo permaneció bajo supervisión conjunta ruso-polaca). La Confederación se quedaría con la "Livonia polaca", los voivodatos de Polotsk y Vitebsk y el área al norte de Dünaburg (Latgalia). Los ajustes todavía se iban a realizar, pero las fronteras entre el este y el norte polaco-lituano se habían estabilizado principalmente, hasta el momento de la Primera Partición.

### Período de guerras con el Imperio otomano, Juan III Sobieski
El Imperio otomano, que anteriormente había estado involucrado en los asuntos ucranianos por Bogdán Jmelnitski, ahora bajo el liderazgo del sultán Mehmed IV y su gran visir Ahmed Köprülü, interpretó el desorden ucraniano como una oportunidad para su propia expansión en la región. El amigo de la Confederación, Mehmed IV Giray fue destituido en 1666 y Petro Doroshenko, el atamán cosaco de la Ucrania de la Margen Derecha, viendo la amenaza de la unidad de negociaciones polaco-rusa, aceptó la soberanía otomana. En otoño de 1666, los tártaros eliminaron las unidades militares de la Confederación presentes en el Dniéper Ucraniano, pero el 1667 el sejm redujo el ejército del país, sin embargo, a veinte mil soldados.
En 1667, cuando las fuerzas Tataro-Cosacas atacaron Leópolis, el atamán Juan Sobieski los enfrentó con una pequeña fuerza. Después de que las tropas polacas resistieran dos semanas de asaltos enemigos en la batalla de Podhajce (Pidhaitsi), los tártaros acordaron renovar la alianza con la Mancomunidad y Doroshenko reconoció su autoridad.
Pronto, el rey Juan II Casimiro Vasa abdicó y fue reemplazado por el indefenso Miguel Korybut Wiśniowiecki, lo que coincidió con intensas luchas internas dentro de la Confederación. La propuesta de concesión a los cosacos de plena autonomía a cambio de la asociación de Ucrania con la Comunidad de Doroshenko fue rechazada, y un comité polaco nombró a Myjailo Janenko para reemplazar a Doroshenko. Doroshenko pidió ayuda a los turcos y sus aliados tártaros, pero los tártaros fueron derrotados dos veces por Sobieski, quien en 1671 los expulsó a ellos y a Doroshenko del palatinado de Breslov.
En ese momento, sin embargo, los otomanos, habiendo concluido con éxito su guerra con Venecia por Creta, estaban listos para librar una guerra en la Mancomunidad. La guerra fue oficialmente declarada y una gran fuerza de invasión turca, tártara y cosaca bajo Mehmed IV entró en el área de Brátslav y Podolia. La Confederación se encontraba en un estado de desorden interno e incapaz de una defensa efectiva, el principal bastión de Kamianets-Podilski capituló, el ejército turco avanzó hacia Leópolis, mientras que los tártaros atacaron al oeste hasta llegar al río San, tomando una gran cantidad de civiles cautivos, Sobieski contraatacó moviéndose hacia el sur desde Krasnystaw y liberó a 44,000 de los esclavizados, pero eso no fue suficiente para impedir la firma del Tratado de Buchach en octubre de 1672, en humillación para los términos de la Confederación. El Imperio otomano tomó las voivodatos de Podolia, Brátslav y Kiev y aceptó un gran "regalo" monetario anual.
Este resultado tuvo un efecto aleccionador en Polonia. Las disputas cesaron, el Sejm de 1673 financió a un ejército fuerte de 50,000, se hicieron arreglos diplomáticos para asegurar la neutralidad de la cooperación rusa y el Kanato de Crimea. La ofensiva militar del atamán Sobieski comenzó en el otoño.
Sobieski decidió atacar al más grande de los tres cuerpos turcos, estacionado en Jotín, donde tuvo lugar otra batalla con el Imperio otomano medio siglo antes. La batalla de Jotín se ganó cuando la infantería y la caballería de Sobieski irrumpieron y tomaron las posiciones de los enemigos reforzados, en el antiguo campo del Hetman Chodkiewicz. Con un puente roto en el río Dniéster, el ejército otomano atrapado fue destruido el 11 de noviembre de 1673. La batalla fue la más grande victoria terrestre sobre el Imperio otomano en Europa en ese momento.
Detrimental para un mayor progreso militar fue la muerte del rey Michał Wiśniowecki. La negativa del lituano Miguel Pac a luchar bajo las órdenes de Sobieski obligó a este a abandonar su intención de avanzar hacia el Danubio. Las unidades polacas que habían tomado el control de Jassy en Moldavia pronto fueron expulsadas por los turcos, quienes pudieron reconectarse con su otra concentración de tropas en Kamianets-Podilski.
Juan Sobieski, elegido en 1674 como el rey Juan III, continuó la guerra con Turquía. En 1674, el Zarato moscovita emprendió su propia acción militar contra el Imperio otomano y se convirtió en el sujeto de una ofensiva turca, destinada a ayudar a su aliado Doroshenko, en ese momento bajo el asedio ruso en Chiguirín. Sobieski apoyó militarmente a Rusia, recuperando el área de Bratslav de los turcos en el proceso. En 1675, Sobieski derrotó a las fuerzas turco-tártaras dirigiéndose a Leópolis, mientras que la batalla de Terebovlia y el rescate polaco que se aproximaba detuvieron a la fuerza principal del enemigo, que posteriormente se retiró a Moldavia. Otro factor que contribuyó a la retirada otomana fueron los éxitos de los rusos, que llevaron a la toma de Chiguirín y la subyugación de Doroshenko.
El resultado de la guerra fue determinado por la campaña de 1676, en conjunto con las negociaciones y la actividad diplomática que siguió. El ejército otomano ingresó a Pokuttya y el río Sobnéski se enfrentó al río Dniéster en la batalla de Żurawno. Los polacos superados en número soportaron dos semanas de asaltos enemigos, después de lo cual se acordó una tregua a través de la mediación francesa. Todavía había dejado Podolia con Kamianets-Podilski, Brátslav y otras áreas en manos turcas. Las fortalezas ucranianas debían ser abandonadas a la luz de los éxitos otomanos en la guerra con el Zarato moscovita. Por lo tanto, desde el punto de vista de la Confederación, el tratado de Żurawno constituyó no más que un armisticio temporal.
La paz con Turquía fue, sin embargo, el objetivo de Juan III Sobieski, quien, ante una nueva situación en Europa después del Tratado de los Pirineos, deseaba seguir una política ambiciosa en la zona más crucial para la zona del Mar Báltico de la Confederación.
Francia se había convertido en la mayor potencia europea y, al buscar más hegemonía, buscaba alianzas contra sus competidores. El Imperio otomano y Suecia ya eran importantes para Francia como componentes anti-Habsburgo, y la Mancomunidad, en paz con Suecia después del Tratado de Oliva, se convirtió en el próximo candidato. Sin embargo, Polonia había estado tradicionalmente vinculada a Austria, y al tratar de romper esta relación, que tenía muchos partidarios del magnate, llenó el tiempo del reinado de Luis XIV.
El campamento francófilo se formó en Polonia ya en la década de 1660, en parte gracias a la insistencia de la reina María Luisa, y Jan Sobieski fue su miembro. Sus planes de elegir un candidato de mentalidad francesa para la corona de la Confederación se frustraron cuando Miguel Korybut Wiśniowiecki se casó con Leonor María Josefa de Habsburgo. Los prolongados combates polaco-otomanos se adaptaron bien a los políticos de Viena, ya que protegidos en el flanco sureste por la participación de la Confederación, pudieron comprometerse plenamente en la guerra con Francia.
La elección de Jan Sobieski en 1674, casada con la francesa María Casimira Luisa de la Grange d'Arquien, parece haber fortalecido de manera decisiva la facción pro francesa. Un tratado secreto de Yávoriv se firmó un año más tarde entre el rey polaco y Luis XIV, que contemplaba una compensación francesa por una guerra planeada contra Federico Guillermo y su Margraviato de Brandeburgo, que se duplicó en caso de una guerra también con Austria. Polonia iba a cooperar militarmente con Suecia y al final sería recompensada con el Ducado de Prusia, posiblemente también con algunas adquisiciones en Silesia.
Las intenciones franco-polacas se vieron frustradas por los obstáculos internacionales y de la Confederación. Austria y Brandeburgo, a su vez, proporcionaron fondos para que los rivales del rey le ataran las manos. Viena y Moscú firmaron su propio tratado contra las políticas de Sobieski, en el cual, por primera vez, las potencias externas se comprometieron a defender las "libertades" de la szlachta, las garantías de la debilidad del Confederación. Lo más importante es que los suecos fracasaron en sus esfuerzos militares.
Avanzando desde el oeste en Pomerania, las fuerzas suecas fueron derrotadas y Federico Guillermo tomó Stettin nuevamente. El intento de apoderarse del Ducado de Prusia fracaso igualmente. En 1677, se firmó un acuerdo secreto polaco-sueco en Danzig, según el cual Juan III aceptó dejar que los suecos pasaran por Livonia a Prusia, además de fortalecerlos con sus propias fuerzas. La intervención sueca se retrasó gravemente y terminó en otra derrota. Sólo las actividades diplomáticas de Luis XIV evitaron que los suecos perdieran Stettin.
Además de llevar a cabo este último intento asertivo de la Confederación en el área del Báltico, durante un tiempo Juan III también estuvo involucrado en la desviación anti-Habsburgo en Hungría, engullida por el levantamiento de Kuruc liderado por Emérico Thököly. Los rebeldes húngaros recibieron ayuda con voluntarios y suministros, y en 1677 con una expedición militar dirigida a Hungría por Hieronim Lubomirski.
Como el rey no logró convencer a la nobleza de la necesidad de acción en el norte, dirigió su atención hacia la recuperación de las tierras perdidas en el este. Sin embargo, Rusia ahora era vista como un aliado contra el poder otomano. Con el fin de recuperar las áreas perdidas por Turquía en el sureste y restablecer la influencia en Moldavia, Juan III buscó construir una gran liga europea contra los otomanos. Si bien sus ideas tuvieron una recepción fría en la mayoría de los centros de poder europeos, a excepción del papado y Viena, las propias empresas militares de Turquía trabajaron a favor de los planes de Sobieski.
Mehmed IV, que había concluido en 1681 la guerra con el Zarato moscovita, se estaba preparando para asumir la defensa de Thököly y actuar contra Austria. Al optar por dejar el estado de Habsburgo a su propio destino o formar con él una coalición para derrotar a los invasores otomanos, Sobieski eligió la segunda opción, distanciándose y actuando internamente contra el campamento pro francés.
La limitada alianza de defensa mutua con Austria se aprobó en el Sejm y se firmó el 1 de abril de 1683. Previó la obligación de rescate mutuo en caso de un ataque enemigo en Cracovia o Viena. De hecho, en julio, el ejército otomano de más de 100.000 efectivos encabezado por Kará Mustafá Pashá puso sitio a Viena.
Hieronim Lubomirski ya había estado luchando contra los turcos para ayudar al emperador Leopoldo, y Sobieski marchó rápidamente con sus 25,000 hombres al área del campo de batalla de Viena, donde complementaron a un ejército aliado de un total de 70.000, compuesto también por austriacos y alemanes. Sobieski tomó el mando del ataque a los asediadores y la batalla principal tuvo lugar el 12 de septiembre de 1683. Participaron fuertemente en la lucha la infantería, la artillería y la caballería de la Confederación. Miles de jinetes húsares polaco estuvieron involucrados en el asalto victorioso en el campamento de Kará Mustafá. Las capacidades ofensivas otomanas se rompieron, aunque Kará Mustafá pudo salvar de la derrota a una parte de su ejército en retirada. Viena, la puerta de entrada a Occidente, se ahorró el destino de Constantinopla.
La persecución del enemigo resultó en las dos Batallas de Párkány. En la primera confrontación, Sobieski fue atacado por sorpresa, y solo dos días después, el 9 de octubre, junto con los austriacos, los polacos destruyeron al ejército turco que defendía las posesiones otomanas del norte de Hungría.
En esta coyuntura, los líderes de Hungría, Transilvania y Moldavia buscaron el protectorado de la Confederación. La búsqueda activa de estas relaciones requeriría confrontar a la Monarquía de los Habsburgo. Sin querer o no poder hacerlo, el rey Juan III decidió unirse a la Liga Santa (1683), una alianza anti otomana y el último proyecto de cruzada europea, que contó también con el apoyo del estado papal, Venecia y el Sacro Imperio Romano. Los objetivos básicos del pacto eran la recuperación de los territorios perdidos y la lucha común hasta el momento de una paz comúnmente acordada. Los acuerdos de la Liga Santa limitaron gravemente la capacidad de la Confederación para ejercer sus opciones y los futuros reveses pueden atribuirse al fracaso de la diplomacia polaca descentralizada e ineficaz para proteger a través de negociaciones el interés nacional del país.
El rey Sobieski, eufórico después de la victoria de Viena, carecía de un sentido político realista. Al descuidar la recuperación de Kamianets-Podilski, atacó sin éxito a los turcos en Moldavia. Luego presionado por las diplomacias del Emperador y del Papa, accedió a motivar al Zarato moscovita a unirse a la guerra con el Imperio otomano, a un tratado de paz "eterno" con el Zarato, firmado en Moscú en 1686. El tratado confirmó y ajustó aún más las anteriores ganancias territoriales del Zarato (Tratado de Andrúsovo), y le otorgó a Rusia el derecho de intervenir en el Confederación para proteger los intereses de su población ortodoxa. Las obligaciones negociadas de Rusia no llegaron a involucrarse totalmente con los otomanos. En 1686 Rusia se unió a la Liga Santa.
Se suponía que los cálculos decisivos con el Imperio otomano se habían producido en 1686, a través de un ataque coordinado de los aliados de la Liga Santa en las distintas provincias otomanas. La coordinación resultó ser pobre y la gran fuerza reunida por Juan III para una ofensiva del Danubio no llevó a cabo ninguna operación militar significativa. Esta y otra expedición fallida a Moldavia en 1691 marcan el crepúsculo del poder militar de la Confederación.
Durante el resto de su vida, el rey enfermo vaciló entre una política pro-Habsburgo y una política francesa. Su hijo Jakub Ludwik Sobieski se casó con Hedwig de Neuburg, hermana de la emperatriz. La reina María Casimira, que promueve una alianza con Francia, firmó en 1692 un tratado con Luis XIV, pero no pudo persuadir a su marido, quien se sentía obligado por las lealtades de la Santa Liga, a hacer lo mismo.
Después de la muerte de Sobieski, el rey Augusto II el Fuerte intentó otra campaña contra los otomanos, durante la cual solo se libró la batalla de Podhajce (1698). El Tratado de Karlowitz concluyó en 1699 las guerras de la Santa Liga con el Imperio otomano. La Confederación terminó recuperando Podolia con Kamianets-Podilski y la región de Brátslav. La monarquía austriaca de los Habsburgo, expandida por Hungría y Transilvania, se había convertido en la principal potencia de Europa Central.
Después del cambio de siglo, en la Ucrania polaca no quedaba ninguna nobleza rutena (los pocos sobrevivientes de las muchas guerras buscaron refugio en la margen izquierda del río Dniéper) y ya no existía el Hetmanato cosaco del margen derecho. Durante el siglo XVIII, miles de familias de szlachta polacas y cientos de miles de campesinos polacos llegaron y se reasentaron en las devastadas y despobladas tierras ucranianas. El Hetmanato del lado izquierdo luchó bajo Iván Mazepa, pero fue rudamente pacificado por los rusos y finalmente destruido.
Las guerras peleadas por la Confederación durante la segunda mitad del siglo XVII cumplieron su función principal de proteger lo más posible las posesiones orientales, donde se ubicaron en su mayor parte los latifundios de los magnates. Se descuidaron las necesidades más amplias de la política exterior, el funcionamiento del estado se había desorganizado aún más y el esfuerzo y la destrucción militares contribuyeron a una mayor desintegración de la economía.

### Oligarquías de los magnates, declive del gobierno central
Los reinados de Juan II Casimiro Vasa, Miguel Korybut Wiśniowiecki y Juan III Sobieski trajeron mayor degradación y pérdida de efectividad de la autoridad gubernamental, tanto en el dominio del control real como en las áreas de capacidad legislativa (central y local) para funcionar y tener poder. Con la disminución de la fortuna de la szlachta regular, la lucha por el poder y los débiles intentos de reformar el sistema, todavía presentes, tuvieron lugar dentro de las cambiantes alianzas de poderosos magnates y cortes reales. Desde la época de Juan Casimiro y su esposa María Luisa, que se preocupaba por el bienestar de la Confederación, pero estaba obsesivamente preocupada por el tema de la sucesión real, el estado polaco-lituano estaba dividido de manera informal en varios dominios territoriales, prácticamente controlados por los principales señores feudales regionales, inclinados a perseguir su intereses privados y familiares en primer lugar.
A Janusz Radziwiłł, el magnate más poderoso de Lituania, se le atribuye la responsabilidad de la primera instancia del acto de liberum veto, que se usó para romper las deliberaciones del Sejm de 1652. Esta práctica ampliamente abusada finalmente llevó a una parálisis de la mayoría de una importante actividad legislativa, y a través de sus sustitutos szlachta fue utilizada por las potencias extranjeras para prevenir la reforma interna en la Confederación.
Las malas relaciones de Juan Casimiro con los magnates contribuyeron a su enajenación inicial de la nobleza y las fuerzas armadas de la Confederación en 1655 en el momento del diluvio sueco. En 1658, el Rey, apoyado por la facción más patriótica de la szlachta, postuló un programa de reforma, que incluía la introducción de reglas de votación mayoritaria en las asambleas parlamentarias. La propuesta fue apoyada por el Senado en 1658 y considerada por el Sejm, que en 1659 estableció un comité para implementar nuevos procedimientos, pero las reformas pronto se convirtieron en víctima de los desacuerdos sobre la situación actual y los asuntos de la sucesión real. Aunque durante el Sejm de 1661, Juam Casimiro predijo y advirtió sobre la partición de la Confederación por Rusia, Brandeburgo y Austria si las sucesiones no resueltas causan períodos interregnos significativos, para entonces el programa de reforma había sido derrotado y el ejército seguía sin paga.
El Hetman Jerzy Sebastian Lubomirski fue la figura central entre la oposición responsable de la derrota de los compromisos de la pareja real y los intentos de reforma. Con su inspiración, las confederaciones de soldados no pagados se establecieron en 1661 en la Corona y en Lituania. Las confederaciones del ejército duraron dos años, obligaron al parlamento a reunir grandes sumas de dinero, propiedades devastadas y poner fin a lo que quedaba de los procesos de reforma.
María Luisa intentó forzar a Lubomirski a abandonar el país. En 1664 fue acusado de alta traición y condenado por el tribunal de Sejm a destierro, confiscación de bienes, infamia y expulsión de las oficinas estatales. Lubomirski buscó protección imperial en Silesia, donde reunió un ejército y realizó actividades diplomáticas destinadas a formar una coalición internacional contra el rey polaco.
En 1665, Lubomirski ingresó a la Confederación en un acto de rebelión abierta conocido como Rokosz de Lubomirski. La principal confrontación militar tuvo lugar en julio de 1666 cerca de Inowrocław (Batalla de Mątwy), donde las fuerzas rebeldes mataron a miles de las mejores tropas del rey. La victoria no trajo una gran ventaja a Lubomirski, quien abandonó el país nuevamente y pronto murió. Después del contencioso y roto sejm de 1668, el Rey abdicó y rechazó numerosas apelaciones para reconsiderarlo. Todavía tomó medidas para influir en su sucesión, se disculpó por sus errores (el balance del reinado fue claramente negativo) y pronosticó de nuevo la desaparición definitiva de la comunidad polaco-lituana.
Con la desintegración del sistema y de la funcionalidad de las asambleas parlamentarias centrales y locales en particular, las confederaciones asumieron un papel importante, como un modo de gobierno sustituto pero necesario. Las confederaciones, que en realidad generalmente constituían facciones de magnates más unidas, eran asociaciones temporales (que duraban hasta varios años), cuyos miembros a veces eran presionados a unirse, pero eran juramentos y, a menudo, profundamente comprometidas. Las decisiones confederadas se tomaban generalmente por mayoría de votos. Toda la nobleza pudo unirse, y hubo cierta participación urbana. Una confederación estaba liderada por un mariscal y un consejo y, por lo general, estaba dirigida contra un monarca o aspiraba a defender al país de la opresión extranjera.
Durante la elección de 1669, la szlachta reunida inesperadamente flexionó su músculo y actuó contra los principales partidos magnates. Después de la convocatoria, el Sejm excluyó a todos los candidatos que de alguna manera habían violado el proceso legal, la multitud alborotada demostró su preferencia por la mediocridad al elegir al incompetente e inepto Miguel Korybut Wiśniowiecki. Wiśniowiecki, asesorado por el vicerrector, el obispo Andrzej Olszowski, se casó con Leonor de Austria, quien fue bien considerada por su mandato como la reina de Polonia.
La relación más estrecha con el estado austriaco de los Habsburgo que resultó de ello contribuyó a atraer a la Confederación a su esfera de alianzas y a desatar conflictos con el Imperio otomano.
Disgustado por la creciente influencia austriaca, la facción pro francesa liderada por el primate Mikołaj Prażmowski y el Hetman Jan Sobieski, socavo el gobierno del rey Miguel. El Liberum veto se había arraigado aún más cuando se rompió el Sejm de 1669 antes de que expirara su plazo legal. En 1672, después de que se frustraron más intentos legislativos y cuando la Confederación se enfrentaba a una inminente invasión otomana, Prażmowski exigió la abdicación del Rey y Miguel respondió llamando a la pospolite ruszenie que se convirtió en la Confederación de Gołąb, aparentemente para la defensa del país, pero de hecho para proteger y promover la facción del monarca.
Humillado por el Tratado de Buczacz, la Confederación se enfrentó también a una guerra civil, ya que Sobieski, despedido de su cargo por la Confederación Gołąb, estableció una Confederación de Szczebrzeszyn en competencia. Después de las infructuosas disputas y la muerte del candidato real del partido pro-francés, impulsado por las necesidades de los tiempos de guerra, las dos confederaciones finalmente se reconciliaron en 1673. El acuerdo hizo posible un Sejm común, que fue capaz de idear las medidas fiscales y militares necesarias.
Después de la muerte de Miguel Wiśniowiecki, la elección de 1674 elevó a Jan Sobieski, quien debido a los recientes éxitos de campo en el frente otomano pudo superar a otros favoritos tempranos, incluido el duque Carlos de Lorena. Sobieski era un hombre educado de muchos intereses y actividades, hijo de Jakub Sobieski, un parlamentario y diplomático consumado. Juan III Sobieski, gran líder militar, quedó fascinado por la posibilidad de establecer una dinastía gobernante nativa de Polonia y, al igual que sus predecesores, permitió que el asunto de la sucesión consumiera su atención en vano, a expensas de los asuntos urgentes del estado en deterioro.
Juan III inicialmente tenía la intención de implementar sus diversos planes, incluida la conquista del Ducado de Prusia, la sucesión de sus descendientes y la reforma parlamentaria, a través de una alianza con Francia. Frente a la oposición decidida del campo pro-austriaco, después de 1678, el Rey abandonó sus políticas y colaboradores pro-franceses. Privado como resultado del importante apoyo interno para sus proyectos, Sobieski desde 1686 también tuvo que lidiar con Austria, Brandeburgo y Suecia, que acordaron actuar juntos para evitar cambios en el sistema de elecciones libres de Polonia (Rusia y Austria se unieron en un entendimiento similar ya en 1675).
Durante el Sejm de 1688/1689, los partidarios del rey exigieron una acción decisiva contra la oposición nacional cada vez más audaz, pero Juan III estaba creciendo en semana y se abstuvo de actuar enérgicamente contra sus enemigos y perseguir sus aspiraciones.
El matrimonio en 1691 de Jakub Ludwik Sobieski, el hijo mayor del rey, con Hedwig de Neuburg, resultó en una mejora moderada de las relaciones con Viena.
Los últimos años del reinado del rey vieron el desorden, la anarquía, las luchas internas superando a la Confederación. El monarca ni siquiera pudo controlar la enemistad entre su esposa María Casimira y su hijo Jakub. La muerte de Juan III en 1696 comenzó el interregno más largo, polémico y corrupto de la historia del país.

## Unión personal Confederación-Sajonia

### Primeros años de la dinastía Wettin, Gran Guerra del Norte
La situación en la Confederación había cambiado hasta cierto punto después de la elección de 1697 y el ascenso inesperado de Augusto II el Fuerte de la Casa de Wettin, el señor (como Federico Augusto I) del opulento Electorado de Sajonia. Este invirtió grandes sumas, obtuvo apoyo extranjero y se convirtió al catolicismo para asegurar su elección, pero el proceso de votación no le dio una victoria clara. El primer favorito, François Louis, Príncipe de Conti, tenía muchos partidarios y fue proclamado rey electo por el Primado, Michał Stefan Radziejowski. Augusto y sus seguidores actuaron de manera más rápida y decisiva que el príncipe francés, cuya llegada tardía a la zona de Danzig, donde navegó, fue bloqueada por los partidarios de Augusto que llegaron a la ciudad, no fue suficiente para evitar que el sajón ganara el trono. Este resultado fue confirmado, después de los disturbios iniciales, por el "sejm de pacificación" en 1699.
La unión personal de la Mancomunidad y Sajonia duró más de medio siglo, pero se unió a dos entidades políticas y económicas básicamente disímiles, cada una de las cuales estaba resentida por la estrecha integración y unificación persistentemente intentada por Augusto. Esta dificultad naturalmente verificó las tendencias "absolutistas" del gobernante en ambos estados y su búsqueda de la dominación dinástica de la familia Wettin. El ambicioso y capaz Augusto, que aspiraba a seguir los pasos de Luis XIV sin tener en cuenta las limitaciones prácticas de su situación particular, debilitado por sus empresas aventureras, tanto Polonia como Sajonia.
Augusto II estableció al poderoso ejército sajón dentro de la Confederación y aplicó varias presiones externas para alterar su sistema político, que solo alienó a la nobleza polaca y desmoralizó aún más a la sociedad en general, relegada a observar a los corruptos, pero sin éxito en todos los niveles. Los militares de la Confederación carecían de comandantes talentosos y perdieron su voluntad de luchar por una causa, aunque durante la Guerra del Norte podría tener hasta 50,000 hombres (además del ejército sajón de 30,000). Después de 1717, el ejército polaco radicalmente reducido se había convertido en una grupa descuidada de su antiguo yo. La diplomacia de la Confederación también quedó en la oscuridad, a pesar del extenso servicio diplomático europeo residente mantenido por Augusto II y compuesto principalmente por sajones.
Al comienzo de su reinado, Augusto II llegó a un acuerdo con Federico III, elector de Brandeburgo, que le permitió al gobernante Hohenzollern hacerse cargo de Elbing (Elbląg) en 1698. La fuerte reacción negativa en la Confederación brindó una oportunidad más para atacar a su antiguo vasallo, que podría haber sido el objetivo de Augusto. Pero el asunto se resolvió mediante negociaciones y la retirada de Federico de la ciudad en 1700, y luego se siguió con la reocupación parcial del área en 1703.
Un tratado que involucraba a Sajonia, Zarato moscovita y Dinamarca, a través del cual los firmantes intentaron recuperar los territorios previamente asignados a Suecia, se concluyó en 1699 y se convirtió en un preludio de la Gran Guerra del Norte. Los daneses estaban preocupados por la penetración sueca en Holstein, la paz con el Imperio otomano permitió a Pedro I de Rusia dirigir su atención hacia el norte, y Augusto II representó el reclamo polaco a Livonia, donde Johann Patkul, representante de la nobleza de Livonia, había solicitado su protección.
Las hostilidades se iniciaron a principios de 1700, cuando los daneses atacaron Holstein y Augusto intentó apoderarse de Riga mediante una acción repentina. Pero el ejército sueco estaba preparado y, bajo el mando excepcional de Carlos XII, aliado con Inglaterra y los Países Bajos, pronto obligó a Dinamarca a aceptar la paz y derrotó a la gran fuerza de Pedro I en la batalla de Narva. Augusto II, incapaz de tomar Riga incluso después de un largo asedio, quiso retirarse de la guerra. Sin embargo, para Suecia, la unión de Sajonia y la Mancomunidad parecía una amenaza estratégica y económica, y exigió que Augusto renunciara al trono polaco como condición para la paz. El monarca sueco esperaba un apoyo considerable dentro de la Confederación, donde en Lituania, la poderosa y abusiva facción del magnate Sapieha fue derrotada en una guerra civil (Batalla de Valkininkai (Olkieniki) en noviembre de 1700) y los oligarcas apelaron a Carlos para que los protegiera y eliminara a Augusto.
Carlos derrotó al ejército sajón en una batalla cerca de Riga en 1701, se apoderó de Curlandia y entró en la Confederación, que en ese momento no era un participante oficial de la guerra. Los suecos tomaron Varsovia y avanzaron hacia Cracovia, que también cayó cuando las fuerzas sajonas y polacas fueron derrotadas en Kliszów en julio de 1702. Al año siguiente se produjeron otras derrotas sajonas en Pułtusk y Thorn (Toruń), que dividieron la nobleza de la Confederación e intensificaron la oposición anti-sajona liderada por el cardenal Radziejowski. Una confederación en Varsovia, basada principalmente en la Gran Polonia convocó a la nobleza y, siguiendo los deseos de Carlos XII, proclamó el destronamiento de Augusto el 14 de febrero de 1704. El 12 de julio tuvo lugar la elección como rey de Stanisław Leszczyński, el Voivoda de Poznań. Fue la primera elección libre cuyo resultado fue impuesto por un gobernante extranjero y el joven y bien educado magnate polaco elegido estaba completamente subordinado a Carlos. La elevación de Stanisław fue seguida por una guerra civil en todo el país y por el Tratado de Varsovia (1705), destinado a subyugar la mancomunidad al dominio sueco. Al monarca sueco se le otorgaron extensas concesiones territoriales permanentes y otras concesiones, como el derecho de estacionar y reclutar tropas, y tenía la intención de utilizar los recursos del Confederación para luchar contra Rusia, su principal adversario.
La mayoría de la nobleza polaca se opuso a la Confederación de Varsovia y consideró que la elección de Leszczyński era ilegal. El partido predominante a favor de Augusto convocó a la Confederación de Sandomierz en mayo de 1704 bajo la dirección de Stanisław Denhoff como mariscal, declarando su intención de defender al Rey y la integridad del estado y buscando la protección del Zarato. En consecuencia, el Tratado de Narva se concluyó el 30 de agosto de 1704 en la recientemente conquistada ciudad, con el propósito de facilitar un frente común contra Suecia, dando a Rusia el derecho de luchar contra los ejércitos suecos en el territorio de la Mancomunidad. A la Confederación se le prometió una recuperación (nunca realizada) de Livonia y el Zarato se obligó a ayudar a reprimir el levantamiento cosaco de Semen Paliy en la orilla derecha de Ucrania, pero el tratado abrió oportunidades para la futura participación de Rusia en los asuntos de la Confederación.
Sin embargo, los desarrollos en el frente militar no procedieron como esperaba la mayoría pro-sajona. La ofensiva ruso-sajona-polaca común había fracasado, ya que Carlos obligó a los rusos a abandonar Grodno y el ejército de coalición liderado por los sajones fue derrotado en 1706 en la batalla de Fraustadt. Como resultado de los resultados favorables para él en la Guerra de Sucesión Española, Carlos XII pudo ingresar al Sacro Imperio Romano y ocupar Sajonia. Augusto II tuvo que aceptar los términos humillantes del Tratado de Altranstädt de 1706, en el que renunció a la corona polaca.
Antes de la ratificación del tratado, Augusto todavía logró derrotar en Kalisz una fuerza combinada de la Confederación de Varsovia y Suecia, que dejó a la mayoría de la Confederación alejada de los ocupantes suecos, hasta que Carlos ingresó nuevamente a través de Silesia. La Confederación de Sandomierz mantuvo su alianza con Pedro I de Rusia también durante la ofensiva de Carlos de Moscú, cuando las tropas rusas abandonaron Polonia. Las fuerzas de Stanisław Leszczyński, acusadas de proteger la parte trasera, fueron derrotadas por sus adversarios polacos y de Carlos en la batalla de Koniecpol. Stanisław y las unidades suecas, frustradas de nuevo por los confederados de Sandomierz, no pudieron abrirse paso para unirse a Carlos que estaba atrapado en Ucrania, donde el hetman cosaco Iván Mazepa en gran parte no pudo cumplir con su prometido apoyo a los suecos. La fuerza de alivio sueca que se aproxima desde Livonia fue destruida por los rusos, y por lo tanto las acciones de la alianza de la Confederación de Sandomierz contribuyeron significativamente al fracaso final de Carlos en la Batalla de Poltava en 1709.
Después de Poltava, las tropas suecas restantes fueron retiradas de la Confederación y se restauró el gobierno de Augusto II, mientras Leszczyński buscaba refugio en Stettin, controlado por los suecos. Carlos XII encontró el suyo en Bender, bajo el dominio otomano, y aún era motivo de inquietud en la Confederación. La guerra ruso-turca (1710–11), instigada por Carlos, terminó con la derrota del zar Pedro, quien se vio obligado a retirar sus fuerzas de la Confederación. Las expediciones de Augusto a Pomerania Occidental en 1711–13 con los daneses y los rusos solo dieron como resultado la toma de poder prusiana de Stettin.
En estas circunstancias, Augusto quería terminar su participación en la guerra y liberarse de su dependencia de Pedro I, previamente formalizado bajo el Tratado de Thorn de 1709, pero logró solo un éxito parcial. Los intentos de paz con Suecia, que fortalecerían la mano de Augusto para tratar con Pedro, también se hicieron esquivas, ya que Carlos XII seguía haciendo demandas excesivas, incluidas altas reparaciones para Leszczyński. La reanudación de las hostilidades siguió necesariamente, porque Carlos, que había regresado de su exilio, se embarcó en la construcción de un ejército en Stralsund, amenazando a Sajonia y Polonia. Un asedio de Stralsund (1711-15), emprendido conjuntamente por las fuerzas de Sajonia, Prusia y Dinamarca, terminó en su captura y básicamente concluyó la participación sajona en la gran guerra. Sajonia-Confederación terminó como el único poder en la coalición victoriosa sin ganancias territoriales.
Las actividades de Augusto II estaban destinadas a fortalecer su poder real en la Confederación. La oposición nobiliaria a la colocación de tropas sajonas en Polonia, su costo y su papel internamente amenazador, llevaron a la resistencia militar, primero intentada en 1714 y luego de una manera más definitiva en 1715, cuando la acción unificó a los prosuecos y prorrusos. Los campamentos y el apoyo de Pedro I estaban asegurados. En el otoño, el ejército de la Corona se organizó en una capacidad antisajona y comenzó el combate, con la participación a gran escala no solo de la szlachta, sino también de los oprimidos por las contribuciones militares de los campesinos. En noviembre, se formó la Confederación de Tarnogród, con Stanisław Ledóchowski como su mariscal, con el objetivo de eliminar a los sajones de la Confederación.
El movimiento en expansión, incapaz de cumplir su misión solo, solicitó la mediación de Pedro I. Augusto estuvo de acuerdo y siguieron varios meses de negociaciones facilitadas por el embajador ruso, con la lucha aún en curso de forma intermitente. Finalmente, Augusto solicitó una intervención de las fuerzas rusas, los confederados fueron derrotados por los sajones en la batalla de Kowalewo, y el 3 de noviembre de 1716 se firmó un tratado entre el Rey y la nobleza polaca en Varsovia. El tratado fue ratificado por el Sejm Silencioso de un día del 1 de febrero de 1717, así llamado porque no se permitió ningún debate. El resultado fue un compromiso alcanzado por los representantes negociadores del Rey y de la Confederación de Tarnogród, pero la mediación y supervisión del Zarato marcaron un punto de inflexión en las relaciones polaco-rusas.
El Tratado de Varsovia y el Sejm Silencioso resolvieron numerosos problemas polémicos y dieron como resultado una reforma limitada del estado, que abarcó una parte de lo que exigían los publicistas políticos szlachta más ilustrados (Stanisław Szczuka, Stanisław Dunin-Karwicki). La relación Polonia-Sajonia se limitaba estrictamente a una unión personal. Los ministros sajones no pudieron pronunciarse sobre asuntos relacionados con la Comunidad de Polonia y Lituania. El rey debía poder mantener solo 1.200 soldados sajones de guardia personal y no se le permitió residir en Sajonia durante períodos prolongados.
La fuerza militar de la Confederación estaba prácticamente limitada a 18,000 soldados, pero estaba garantizada por acuerdos fiscales permanentes. El presupuesto del estado, aunque ampliado, se estableció en solo una fracción del de Rusia o Prusia. Los jefes militares en jefe de nivel de Hetman tenían sus privilegios reducidos. También se impusieron limitaciones a la competencia legal de las asambleas regionales de sejmik, que resultaron ser difíciles de implementar debido a la continua insuficiencia del sejm central.
Los reveses sufridos por Polonia y Sajonia en el curso de la Gran Guerra del Norte reflejaron una nueva configuración de fuerzas en Europa y fueron de naturaleza duradera, de la cual los contemporáneos no se dieron cuenta de inmediato. Carlos VI del Sacro Imperio Romano y Jorge I de Gran Bretaña formaron una alianza con Augusto II en Viena en 1719, con el objetivo de controlar la expansión de la Rusia imperial, pero requiriendo la participación de la Mancomunidad. Pedro I, sin embargo, cooperó con la Confederación retirando sus fuerzas ese mismo año y, en consecuencia, el Sejm no ratificaría el tratado. Augusto fue capaz de liberarse en gran medida del protectorado de Pedro, pero a cambio fue excluido de las negociaciones del Tratado de Nystad, que concluyeron la guerra en 1721. Rusia tomó Livonia y la Confederación ya no compartía una frontera con Suecia. En términos reales, Polonia, además de Suecia, fue la principal víctima de la guerra, debido al daño infligido a su población, economía, grado de independencia, capacidad de funcionar políticamente y potencial de autodefensa.

### Período posterior, guerra de sucesión polaca, fracciones de la alta nobleza
Los últimos quince años del gobierno de Augusto II el Fuerte se caracterizaron por la continuación de las actividades privadas de las facciones de magnates, pero también por la llegada de la paz tan esperada y la formación del campo reformista de la Mancomunidad. Augusto II, después de 1717 con sus compromisos más ambiciosos o extremos recortados, se concentró en asegurar la sucesión polaca para su hijo Federico Augusto, que se oponía tanto a las fuerzas nacionales como a las extranjeras. Augusto buscaba el apoyo de Austria y tenía ambiciones políticas imperiales. Federico Augusto se convirtió al catolicismo y en 1719 se casó con María Josefa, hija del emperador José I.
En la Mancomunidad, Augusto se vio frustrado por la obstinada oposición del Hetman de la Corona Adam Sieniawski y el Hetman lituano Ludwik Pociej, quienes lucharon en la corte real, ellos mismos protegidos por el Zar Pedro. Rompieron sucesivas sesiones parlamentarias y, en 1724, obligaron al rey a retirar a su ministro de confianza, Jacob Heinrich von Flemming, del mando de una formación militar clave.
En este punto, Augusto pudo usar el Tumulto de Thorn (Toruń) para su ventaja política. El tumulto fue un disturbio religioso y una confrontación que involucró a católicos y protestantes (luteranos), seguido de un veredicto de la corte estatal que condenó a muerte a diez protestantes. El asunto reflejó el deterioro general de la tolerancia religiosa en la Confederación, fue ampliamente condenado en el extranjero y solo la muerte de Pedro I impidió una intervención militar extranjera preparada en respuesta, con la participación de Federico Guillermo I de Prusia. Augusto se negó a interceder en nombre de los condenados y su posición entre los nobles impenitentes e inflexibles mejoró. Los esfuerzos subsiguientes para normalizar las relaciones exteriores de Polonia llegaron a su fin cuando la Confederación se vio envuelta en enfrentamientos entre facciones, de los cuales los dos principales grandes campos de magnates recientemente formados, dirigidos respectivamente por la familia Czartoryski y la familia Potocki, fueron los principales participantes.
El partido de los recientemente destacados Czartoryskis, conocido como la Familia, expresó inquietudes patrióticas, mostró un activismo político, tenía una perspectiva moderna y estaba conectado a Augusto II. Incluía poderosos iluminados como August Aleksander Czartoryski, Fryderyk Michał Czartoryski y Stanisław Poniatowski, un general y diplomático altamente calificado, anteriormente al servicio de Carlos XII de Suecia.
La facción de los Potockis intentó contrarrestar el surgimiento de la Familia y unió a la mayoría de las familias históricamente más destacadas, incluidos los clanes lituanos de Radziwiłłs, Sapiehas y Ogińskis; entre sus líderes estaban Józef Potocki y Teodor Andrzej Potocki, el Primado. La competencia partidista y despiadada por los altos cargos impidió la función parlamentaria central hacia el final del gobierno de Augusto II. Stanisław Konarski, un prominente reformador pionero, condenó la ruptura de los procedimientos del Sejm y defendió el punto de vista de la Familia en su debut como publicista en 1732 (Conversación de un caballero de campo con su vecino).
Augusto II contó con el apoyo de la Familia con respecto a la sucesión polaca de su hijo Federico Augusto, pero cuando Luis XV de Francia se casó con Maria Leszczyńska, las posibilidades de su padre, el exrey de corta duración Stanisław Leszczyński, siguieron aumentando, hasta que ganó el apoyo de ambos campos de magnate y de gran parte de la szlachta. Pero los poderes que rodeaban a la Confederación se opusieron a ambas candidaturas. Para controlar la situación dentro de su débil vecino polaco, concluyeron varios pactos, comenzando en 1720 en Potsdam, entre Rusia y Prusia, que culminó con el Tratado de las Tres Águilas Negras de 1732. Este tratado involucró también a Austria y designó al infante Manuel, conde de Ourém de Portugal, como el futuro rey de Polonia. Las maquinaciones y planes desesperados de último momento de Augusto II fueron interrumpidos por su muerte el 1 de febrero de 1733.
Una gran mayoría de la nobleza polaca, en una rara muestra de unidad, eligió a Leszczyński el 12 de septiembre de 1733. Sin embargo, el antiguo rey carecía de un fuerte apoyo incluso de Francia y tuvo que ingresar en Varsovia disfrazado.
Mientras tanto, la corte sajona pudo llegar a un acuerdo con San Petersburgo y Viena y, a través de las concesiones extendidas, incluso renunciar a Curlandia por Ernst Johann von Biron, un favorito de la zarina Ana de Rusia, consiguió su apoyo en el secreto Tratado de Löwenwolde. Se encontraron nobles polacos dispuestos,  se trajeron soldados rusos y Wettin fue "elegido" como Augusto III el 5 de octubre. La corona de la Confederación, en disputa de nuevo, se decidirá por la fuerza de las armas.
El ejército de Federico Augusto entró en la Confederación y tomó Cracovia, donde se coronó en enero de 1734. Stanisław Leszczyński fue a Danzig, donde esperó en vano la ayuda seria de Francia. La ciudad lo apoyó y, rodeada por las fuerzas rusas y sajonas, se defendió valientemente durante cuatro meses, pero cuando el intento de rescate del ejército de la Corona fue frustrado por los rusos, Danzig tuvo que rendirse el 29 de mayo de 1734.
Los partidarios de Leszczyński capturados allí se vieron obligados a reconocer a Augusto, mientras que el Rey mismo escapó y encontró refugio en Prusia bajo la protección de Federico Guillermo. Desde Königsberg, Stanisław emitió un manifiesto en noviembre de 1734, en respuesta al cual se creó la Confederación de Dzików cerca de Tarnobrzeg, bajo la dirección de Adam Tarło como su mariscal. Los confederados reunieron resistencia armada, dedicada a la defensa de la integridad y la independencia de la Confederación, pero las fuerzas de Rusia y Sajonia no encontraron grandes dificultades para eliminar sus unidades.
Francia, victoriosa sobre Austria en el oeste, perdió su (nunca muy fuerte) interés en apoyar a Stanisław Leszczyński y firmó un armisticio en Viena en 1735, que se convirtió en un tratado de paz allí en 1738. Leszczyński tuvo que renunciar a la corona polaca y fue compensado con el ducado de Lorena, como su feudo de por vida.
En la Mancomunidad, la situación se estabilizó con la Sejm de Pacificación de 1736, que finalmente asignó a las principales oficinas estatales, a Józef Potocki (Hetman de la Corona ) y a los principales electores de Augusto. Las fuerzas extranjeras abandonaron la Confederación, pero su soberanía permaneció gravemente comprometida y la nobleza polaca en realidad había perdido su privilegio más preciado, la libre elección de los monarcas del país.
El deterioro de la salud de Augusto III hizo que finalmente se rindiera y transfiriera la actividad política a sus poderosos cortesanos, incluido el ministro Heinrich von Brühl y el mariscal Jerzy Mniszech. Después de 1754, la corte de Augusto apoyó las actividades reformistas de la Familia, todavía involucrada en las luchas internas de los partidos. Las derrotas sajonas en la Guerra de los Siete Años que siguieron causaron el estancamiento político completo de la corte de Dresde y su facción de partidarios polacos.
La lucha política interna estuvo influenciada por la ideología de la Ilustración temprana y la conciencia del estado de deterioro de Polonia-Lituania. La necesidad de reformas, incluidas cuestiones sociales urgentes como el empoderamiento económico y político de las clases urbanas y la libertad personal para el campesinado, se estaban abordando en numerosas obras escritas. Stanisław Konarski se embarcó en una reforma educativa, la publicación de Stanisław Poniatowski (Carta de un caballero rural a un amigo) expuso el programa de reforma integral del partido Czartoryski, que incluía una promoción del mercantilismo y el desarrollo económico, antes del Sejm de 1744. Antoni Potocki del campo competidor se postuló igualmente reformas internas fundamentales.
Las facciones de la alta nobleza recibieron ayuda extranjera: el grupo Potocki fue apoyado por la Prusia de Federico II, la Familia de los Czartoryskis percibió a la Rusia imperial como el futuro árbitro final del destino de la Mancomunidad. En medio de las disputas domésticas y la intromisión extranjera, el tesoro indispensable y las reformas militares nunca se habían materializado, a pesar de varias oportunidades aparentes y llamadas cercanas, sobre todo en el sejm de 1744. Desde la década de 1750 y durante el resto del reinado de Augusto III, la Mancomunidad cayo en la anarquía, persecuciones privadas corruptas y violaciones desenfrenadas por parte de fuerzas extranjeras.
Se estaban llevando a cabo importantes reordenamientos entre los poderes que rodeaban a la Confederación. Los ahora soberanos en la ex Prusia Ducal consolidaron su control de las zonas de la costa báltica también al oeste de la Prusia Real de la Confederación y buscaban anexiones de partes de la Pomerania polaca, incluida una conexión "Via Regia" entre Prusia Oriental y las partes occidentales del Reino de Prusia. Mientras que, por el momento, Rusia evitó la realización de estos planes, Federico II dirigió su atención a la toma de Silesia, una región que había estado bajo el control de Bohemia y Austria durante varios siglos.
Aprovechándose de la crisis dinástica de los Habsburgo tras la asunción del trono de María Teresa, invadió Silesia en 1740. Los austriacos intentaron recuperar el área conquistada, pero fueron derrotados en la batalla de Mollwitz y luego se preocuparon por la guerra de sucesión austriaca. El Tratado de Breslau y el Tratado de Berlín (1742) dieron a Prusia la mayoría del territorio de Silesia. Prusia se convirtió en el único vecino occidental de Polonia y los avances prusianos amenazaron a las poblaciones silesias (a menudo fuertes) étnicamente polacas, a menudo protestantes y silesianas, con una mayor germanización.
La primera guerra de Silesia fue seguida por la segunda (1744-45), terminada por el Tratado de Dresde, y la tercera (1756-63). Sajonia participó en las tres, esperando una conexión territorial con la Mancomunidad. El ejército sajón, aliado con Prusia, fue destruido durante la campaña de Federico a Olomouc en 1742. Por el segundo (cuando el Electorado fue invadido por Prusia) y la tercera guerra, Sajonia cambió su apoyo a los Habsburgo, tratando de involucrar a Polonia durante el sejm de 1744. El Tratado de Varsovia (1745) no logró reforzar sustancialmente la posición de Augusto en la Mancomunidad.
La guerra de los Siete Años acabó con el ejército sajón: atacado por los prusianos, capituló en Pirna en 1756. Prusia ocupó Sajonia. A pesar de los diseños expansionistas prusianos y rusos de gran alcance, el Tratado de Hubertusburg preservó el statu quo territorial en el área en 1763. Mientras que las derrotas sajonas impidieron una continuación (más allá de Augusto III) de la unión personal Wettin con la Mancomunidad, los desarmados e indefensos Rzeczpospolita estaba madura para invasiones territoriales más definidas por parte de las potencias vecinas.
La unión con Sajonia tuvo consecuencias económicas y culturales beneficiosas para ambas sociedades. Los sajones fueron importantes en la difusión de las corrientes intelectuales de la primera Ilustración en la Confederación. Józef Aleksander Jabłonowski, el fundador de una sociedad científica de Leipzig, fue uno de los polacos activos en Sajonia. Los tiempos de unión personal se recordaron luego como un período fructífera interacción polaco-alemana.